# 2022年のラジオ番組一覧 (日本)
- 2022年のラジオ (日本) > 2022年のラジオ番組一覧 (日本)

2022年のラジオ番組一覧（2022ねんのラジオばんぐみいちらん）では、2022年に日本国内で放送開始、もしくは放送終了した、または今後放送開始する予定のラジオ番組をまとめる。

## 開始番組

### 2022年1月放送開始
エフエム北海道
- 2日 - YOUとすぐイノベーション（出演：増田雄二、御厩卓、大倉士門。日曜 21:00 - 21:30）[1]
- 4日 - 荒井麻珠 トラベラーズミュージック（出演：荒井麻珠。火曜 19:00 - 19:30）[1]
- 9日（8日深夜） - 真夜中にジワる（出演：暁夢。日曜<土曜深夜> 1:00 - 2:00）[1]

FM NORTH WAVE
- 2日（1日深夜） - METAL MASTER（出演：マスター（R- BOTTOM）、いか（ArkRoyal）。日曜<土曜深夜> 1:00 - 2:00）[2]

TBSラジオ
- 1日 - ダイアンのTOKYO STYLE（出演：ダイアン。土曜 20:30 - 21:00）[3]

文化放送
- 1日 - パーパー あいなぷぅのたたかわないヒロインが好き（出演：あいなぷぅ（パーパー）。土曜 20:15頃〔A&Gリクエストアワー 阿澄佳奈のキミまち!内〕）[4]

InterFM897
- 5日（4日深夜） - 神山羊のSheep Sleep Sweep（出演：神山羊。水曜<火曜深夜> 1:30 - 2:00）[5]
- 6日（5日深夜） - 東京円盤倶楽部（出演：隔月交代。木曜<水曜深夜> 1:00 - 1:29）[6]
- 9日（8日深夜） - MIOCHINのラジオノセカイ（出演：MIOCHIN。第2・4日曜<土曜深夜> 3:30 - 4:00）[7]
- 12日 - SharLieのSHARE LIVE RADIO（出演：SharLie。第2、4水曜 23:30 - 翌0:00）[8]

エフエム東京
- 8日（7日深夜） - From INI（出演：INI。土曜<金曜深夜> 1:00 - 3:00）[9]

J-WAVE
- 7日 - FREE SLIDE（出演：渡部豪太。金曜 23:30 - 翌0:00）[10]

アール・エフ・ラジオ日本
- 2日（1日深夜） - 宮本佳林の雑談ラジオ（出演：宮本佳林。日曜<土曜深夜> 0:30 - 1:00）[11]
- 7日（6日深夜） - 袴田彩会の発見してしまいました!（出演：袴田彩会。金曜<木曜深夜> 2:30 - 3:00）[12]

ベイエフエム
- 5日（4日深夜） - 中山優馬の世紀末に生まれて（出演：中山優馬。水曜<火曜深夜> 0:30 - 1:00）[13]
- 7日（6日深夜） - からかい上手の高木さん 深夜のニヤキュンラジオ（出演：高橋李依。金曜<木曜深夜> 0:30 - 1:00）[13]
- 10日（9日深夜） - The Bridge〜Midnight Salon〜（出演：北紺守彦。月曜<日曜深夜> 0:30 - 0:57）[13]

エフエムナックファイブ
- 8日 -  VAMOS!Orange & Navy（出演：國領浩子。土曜 8:43頃 - 8:48頃〔Saturday Morning Radio おびハピ!内〕）[14]

北陸放送
- 2日 - 一ノ瀬陽鞠のパカッとひまりん（出演：一ノ瀬陽鞠、けんけん。日曜 22:30 - 23:00）[15]

山梨放送
- 10日 - 稲村亜美のヤマあり、たにナシ 野球のハナシ（出演：稲村亜美、ダンビラムーチョ。月曜 18:00 - 18:30）[16]

エフエム富士
- 2日 - メタメタあきばーす!（出演：高柳知葉。日曜 19:30 - 20:00）[17]
- 4日（3日深夜） - 音ラボ!（出演：芹澤みづき、石川鉄男。火曜<月曜深夜> 0:30 - 1:00）[18]
- 4日 - Radio have Fun（出演：Task have Fun。火曜 23:00 - 23:30）[19]
- 5日（4日深夜） - CHERRY GIRLS PROJECTの「神さま、お願い。」（出演：CHERRY GIRLS PROJECT。水曜<火曜深夜> 0:30 - 1:00）[20]
- 5日 - ミームトーキョーのナウいヤングラジオ（出演：ミームトーキョー。水曜 23:00 - 23:30）[21]

CBCラジオ
- 3日 - SKE48 なるべくしゃべりたい（出演：SKE48。月曜 20:30 - 21:00）[22]

岐阜放送ラジオ
- 8日 - 流れ星☆と太田唯のやるんやさ3（出演：流れ星☆、太田唯。土曜 16:00 - 16:30）[23]

静岡放送
- 8日 - リツアンSTCプレゼンツ “○○”のみんなおいでよ♪掛川居酒屋物語（出演：山田門努。土曜 17:15 - 17:30）[24]

大阪放送
- 7日 - 阪口くんと釘宮さんのブックトラベラー（出演：阪口大助、釘宮理恵。金曜 23:30 - 23:40）[25]

エフエム大阪
- 2日 - AKRacing presents May J.’s Music Time Travel（出演：May J.。日曜<土曜深夜> 0:30 - ）[26]
- 3日 - U.K.とヒロの世のため後のためラジオ（出演：U.K. / 楠雄二朗、吉野浩。月曜 20:00 - 20:30）[27]

ラジオ関西
- 1日
  - 大西久光の本物のゴルフ（出演：大西久光。土曜 5:30 - 5:45）[28]
  - マギカルトseason3ライバル編（土曜 18:40 - 18:50）[28]
- 2日（1日深夜）
  - 鷲崎健・橋本和 王様とラッパ（出演：鷲崎健、橋本和。日曜<土曜深夜> 0:30 - 1:00）[28]
  - 中将タカノリ 橋本菜津美の昭和卍パラダイス（出演：中将タカノリ、橋本菜津美。日曜<土曜深夜> 2:00 - 2:20）[28]
  - WithLIVEラジオ（日曜<土曜深夜> 2:20 - 2:30）[28]
- 7日
  - 東京ホテイソンのラジオ瓦版（出演：東京ホテイソン。金曜 21:00 - 21:30）[28]
  - “私が知ってる中国と日本”（出演：佐藤れい、橋本岳人山。金曜 21:30 - 21:45）[28]
  - 美山京子の「プレミアム歌謡ショー」（出演：美山京子。金曜 21:45 - 22:00）[28]
- 9日 - GOLF! GIRLS FUN CLUB（日曜 17:00 - 17:15）[28]
- 11日 - ウチら、彩りアドバイザー!（火曜 20:00 - 20:30）[28]

京都放送
- 6日 - 〜ココロもカラダもHappyに〜若々ラジオ（出演：海平和、伊藤友紀子。木曜 17:30 - 18:00）[29]

岡山エフエム放送
- 1日 - 原邦雄のほめ育ラジオ（出演：原邦雄、森田恵子。土曜 11:30 - 11:40）[30]

広島エフエム放送
- 8日 - しましまツアーず（出演：わたなべ麻衣。土曜 20:00 - 21:00）[31]

### 2022年2月放送開始
ラジオNIKKEI第1
- 21日 - 武智幸徳のピッチの空耳（出演：武智幸徳、新井麻希。第3・4月曜 18:00 - 18:30）[32]

InterFM897
- 2日 - Next Guitar Hero is... produced by Rittor Music（出演：1ヶ月毎に交代。水曜 20:00 - 20:30）[33]

MBSラジオ
- 7日（6日深夜） - スタトラってだれやねん（出演：Star T Rat。月曜<日曜深夜> 0:30 - ）[34]

広島エフエム放送
- 17日 - H-Junk Factoryのものづくりラジオ（木曜 18:00 - 18:30）[35]

### 2022年3月放送開始
STVラジオ
- 28日 - ようじのぢかん（出演：木村洋二、週替わりゲスト。月 - 金曜 13:40頃 - 13:50頃）[36]

エフエム北海道
- 21日 - G'-ora 〜ジオラ〜（出演：DJ龍太、暁夢。月 - 木曜 16:00 - 18:55）[37]

IBC岩手放送
- 28日 - 横地眞平のここで働かせてください!（出演：横地眞平、長谷川拳杜。月曜 18:15 - ）[38]
- 29日 -  おかえり♪SONGs（火曜 17:45 - ）[38]
- 30日 -  ラジオでアート（水曜 17:45 - ）[38]

東北放送
- 28日 - プレスポ（出演：東北放送アナウンサー（日替わり）、月 - 木曜 17:14 - 17:59）[39]
- 30日 - Sofa×Music（出演：須口まき。水・木曜 16:40 - 16:50）[39]

エフエム福島
- 27日 - MY RECOMMEND（出演：リスナーパーソナリティ。日曜 18:30 - 19:00） [40]

TBSラジオ
- 28日 - パンサー向井の#ふらっと（出演：向井慧（パンサー）、滝沢カレン（月曜）、田中直樹（ココリコ、火曜）、三田寛子（水曜）、髙橋ひかる（木曜）、喜入友浩（隔週木曜）。月 - 木曜 8:30 - 11:00） [41]
- 29日 - バービーとおしんり研究所（出演：バービー（フォーリンラブ）。火曜 21:30 - 22:00）[42]
- 31日 - エレビットpresents 大切なあなた（出演：中村仁美。木曜 21:00 - 21:30）[43]

文化放送
- 28日 - 現場DX研究所（出演：横井太輔（L is B代表取締役）、松井佐祐里。月曜 20:00 - 20:30）[44]

ニッポン放送
- 28日 - ヒグチアイ このさみしさに終わりはあるのか（出演：ヒグチアイ。月曜 18:50 - 19:20）[45]

エフエム東京
- 3日 - 名越スタジオ presents Future Lounge（出演：名越稔洋、菊地亜美。木曜 21:30 - 21:55）[46]
- 5日 - GOODYEAR MUSIC AIRSHIP シティポップレイディオ（出演：澤部渡（スカート）。土曜 11:00 - 11:25）[47]

茨城放送
- 30日
  - IBA Lucky MUSIC（出演：須藤涼子、月替わりパーソナリティ。水曜 19:00 - 19:30）[48]
  - KEN EBISAWAのFuuuu!! ラジオ（出演：KEN EBISAWA。水曜 19:30 - 20:00）[48]

CBCラジオ
- 28日 - らじお女子の「ラジオに恋して」（出演：らじお女子、太廊。月曜 21:00 - 22:00）[49]
- 30日 - 高柳明音・若井友希のやおだがね（出演：高柳明音、若井友希。水曜 22:35頃〔酒井直斗のラジノート内〕）[49]
- 31日 - OCHA NORMAの推し事ノルマ更新中!（出演：米村姫良々（OCHA NORMA）。木曜 23:10頃〔推シマシ内〕）[49]

静岡放送
- 29日 - ヒデとキトーのFooTALK!（出演：ヒデ（ペナルティ）、鬼頭里枝。火曜 19:00 - 21:00）[50]

朝日放送ラジオ
- 28日
  - おはようパーソナリティ小縣裕介です（出演：小縣裕介。月 - 木曜 6:30 - 9:00）[51]
  - ほたるまち発 ひろし・あさおのタビラジ!（出演：柴田博、髙野あさお。月曜 18:30 - 19:00）[51]
  - R→933 LP.（出演：澤田有也佳。月曜 20:00 - 21:00）[51]
  - 未来をつくる〜Beyond Athlete（月曜 21:05 - 21:15）[51]
  - 増田紗織のMonday Night Cruising（出演：増田紗織。月曜 21:45 - 21:50）[51]

中国放送
- 29日 - Veryカープ! ファンRADIO（出演：住本明日香。火 21:00 - 21:50）[52]。
- 30日
  - かわにしんち（出演：川西幸一（UNICORN）。水曜 23:00 - 23:30）[52]
  - 夕刊Genadeyおそばん（出演：石橋真、伊東平、小宅世人、唐澤恋花。水 - 木曜 21:00 - 21:50）[52]

高知放送
- 28日
  - とさこちラジオ（出演：井上琢己（月曜）、井津葉子（火曜）、有吉郁（水曜）、丸山修（木曜）。月 - 木曜 8:20 - 11:30）[53][54]
  - とさこちラジオw（出演：井上琢己、花房果子（月曜）、井津葉子、谷脇ななみ（火曜）、有吉郁、渡辺さおり（水曜）、丸山修、武内有子（木曜）月 - 木曜 13:30 - 16:50）[53][55]

RKB毎日放送
- 28日 - 田畑竜介 Grooooow Up（出演：田畑竜介 ほか。月 - 木曜 6:30 - 9:00）[56]
- 30日 - 光ママ親子のはよ寝らんかラジオ（出演：光ママ、ヒロ。水曜 23:30 - 翌0:00）[56]
- 31日 - インディアンスの『ズじゃなくてス!』（出演：インディアンス。木曜 23:30 - 翌0:00）[56]

九州朝日放送
- 28日
  - アサナニ。（出演：富田薫、奥田智子。月 - 金曜 5:30 - 6:16）[57]
  - ナニニヨニヨニ（出演：富田薫、奥田智子。月 - 金曜 12:00 - 12:30）[57]

大分放送
- 28日 - JOY TO THE OITA（出演：マーク・パンサー、賎川寛人。月曜 19:30 - 20:00）[58]

エフエム大分
- 3日 - 日常学ラジオ おじさんが成長する木曜日（出演：ポチョムキン、ナリトライダー（餓鬼レンジャー）、荒金由希子。木曜 21:30 - 21:55）[59]

琉球放送
- 29日（28日深夜） - RBCミュージックセレクション（火 - 土曜<月 - 金曜深夜> 3:00 - 5:00、日曜<土曜深夜>3:30 - 5:00、月曜<日曜深夜>1:00 - 4:00）[60]

### 2022年4月放送開始
NHKラジオ第1放送
- 4日 - Nandary（出演：千葉美乃梨。月 - 金曜 17:05 - 17:55<東北ブロック>）
- 5日
  - アニメ・ステラー（出演：サッシャ、亜咲花。火曜 20:05 - 20:55）[61]
  - ジャーナルクロス（金曜 20:05 - 20:55<月1回>）[61]
- 9日 - とれたて音楽館（出演：徳田章。土曜 12:30 - 12:55）[61]

NHKラジオ第2放送
- 6日 - アナウンサー百年百話（水曜 10:30 - 10:45）[61]

NHK-FM放送
- 10日 - 駒井蓮のニポミン!（出演：駒井蓮。日曜 11:00 - 11:50）[61]
- 25日 - 釧路根室十勝のすべて（出演：神門光太朗。月3回 17:05 - 17:55<帯広・釧路ブロック>）

ラジオNIKKEI第1
- 1日 - おはようマーケット（出演：叶内文子（月・火曜）、浜田節子（木・金曜） ※水曜は叶内、浜田が交代で担当。月 - 金曜 8:00 - 9:00）[62]
- 4日
  - 吉崎誠二の5時から”誠”論（出演：吉崎誠二。月 - 水曜 17:00 - 17:50）[63]
  - ドクターDJ（出演：中村造（東京医科大学感染症制御部准教授）、宮田 和人（ニューハートワタナベ国際病院副院長） ほか。月曜 23:45 - 翌0:00）[64]
- 13日 - マネジメントのすゝめ（出演：安藤広大（「識学」代表取締役社長）、上田まりえ、ジグザグジギー。水曜 12:15 - 12:30）[65]

北海道放送
- 1日 - グッチーのGood Friday!（出演：グッチー ほか。金曜 12:00 - 17:30）[66]

STVラジオ
- 2日
  - （1日深夜）アタックヤング60（出演：月替わり。土曜<金曜深夜> 0:00 - 1:00）[67]
  - ノノさんの朝ごはん（出演：野々村芳和、吉川のりお。土曜 7:30 - 8:00）[67]
  - STVラジオ ラジオドラマGP（出演：久保朱莉。土曜 22:30 - 23:00）[67]
- 3日 - こころラウンジ（出演：胡青余〔札幌西区ともメンタルクリニック〕、北本隆雄。日曜 8:00 - 8:15）[67]
- 5日（4日深夜） - サウンドプラント（月曜<日曜深夜> 0:30 - 1:00）[67]

エフエム北海道
- 2日 - 北海道新聞「いずみ」より（出演：SATO。土曜 7:25 - 7:30）[68]
- 3日 - 岡三証券 presents STARS Social Change（出演：入澤拓也、アイシス。日曜 8:00 - 8:30）[68]
- 4日 - NANDA!KANDA!（出演：きとうれいこ 他。月 - 木曜 12:55 - 13:00）[68]
- 5日（4日深夜） - MUSIC☆PLANET presents Rocket★Star（出演：暁夢。火曜<月曜深夜> 1:30 - 2:00）[68]
- 6日 - ドミきゅん（出演：Lalami、おちよ。。水曜 19:00 - 19:30）[68]

エフエム・ノースウェーブ
- 1日
  - Trip Market HOKKAIDO（出演：ヒロユキ、ばんび。金曜 12:50 - 13:00）[69]
  - READY TO GO!（出演：新井翔。金曜 13:00 - 16:00）[69]
  - Ashirias30m（出演：マスク・ド・北海道（仮）、ちゃぼ。金曜 16:00 - 16:30）[69]
- 4日
  - Pleasing Lunch Time（月 - 木曜 12:00 - 13:00 ※第1月曜のみ12:30まで）[69]
  - GOGO RADIO COMPANY（出演：ヤマタ〔月・火曜〕、ちゃぼ〔月・木曜〕、ハイジ〔火・水曜〕、田村次郎〔水・木曜〕。月 - 木曜 13:00 - 16:30）[69]
  - ドンクモデルの聴かさるラジオ（出演：ドンクモデル所属タレント。月曜  16:30 - 17:00）[69]
  - Groovin' Stream（月 - 木曜 17:00 - 19:00）[69]
- 5日 - V/R relation（出演：nonoc（1週目）、Sifar（2週目）、Lantisアーティスト（3週目[70]・月替わり）、風越星名（4週目）。火曜 23:30 - 翌0:00）[69]

青森放送
- 2日 - らぶひろ（出演：ライスボール。土曜 17:00 - 17:45）[71]
- 3日 - 吉幾三のな・な・ま・るグラフィティ（出演：吉幾三。日曜 18:05 - 18:20）[72]

エフエム青森
- 2日 - Aomori RINGO Radio（出演：ジョナゴールド。土曜 17:30 - 18:00）[73]
- 3日 - SWALLOW's nest radio（出演：SWALLOW's。日曜 18:00 - 18:30）[74]

IBC岩手放送
- 1日 - アフらじ予習タイム（金曜 17:45 - ）[38]

エフエム岩手
- 1日 - いわてかるた（仮）への道（金曜 15:20頃〔夕刊ラジオ FRIDAY内〕）[75]

東北放送
- 3日 - OBP神南里奈のカンナミワラウトミナゲンキ!（出演：神南里奈。日曜 23:00 - 23:20）[39]

秋田放送
- 3日 - 柴川勇介（出演：柴田トオル、長谷川瞬、佐々木ユーキ、keisuke。日曜 23:30 - ）[76]

エフエム山形
- 6日 - RAMP.（出演：シャドウ國本、松浦彩。水曜 20:00 - 20:55）[77]
- 8日 - アニゲとーく（出演：菊地悠太。第2 - 第5金曜 20:00 - 20:30）[78]

ラジオ福島
- 2日 - OBP福島あかり〜らじアカリ〜（出演：福島あかり。土曜 19:30 - 19:50）[79]

TBSラジオ
- 2日（1日深夜） - 金の国のたまごどんぶり（出演：金の国。土曜<金曜深夜> 0:30 - 1:00〔マイナビ Laughter Night内〕）[43]
- 2日
  - 井上貴博 土曜日の『あ』（出演：井上貴博、田中ひとみ。土曜 13:00 - 15:00）[80]
  - Nissho プレゼンツ 渡部絵美の住まいるハウス（出演：渡部絵美、駒田健吾。土曜 16:00 - 16:30）[42]
  - 要潤のMagic Hour（出演：要潤。土曜 17:00 - 17:30）[43]
- 3日
  - 桂宮治「これが宮治でございます」（出演：桂宮治。日曜 5:30 - 6:00）[43]
  - Adam byGMO presents 坂東工の「OPEN your ART」（出演：坂東工。日曜 18:00 - 18:30）[81]

文化放送
- 2日
  - オセアン大洋建設 presents 林文子のトーク・パティオ（出演：林文子、竹内靖夫。土曜 6:50 - 7:00）[44]
  - アーサー・ビナード ラジオぽこりぽこり（出演：アーサー・ビナード。土曜 18:00 - 18:30）[44]
  - 牧場物語 山下の大輝のラジオステーション（出演：山下大輝。〔A&G TRIBAL RADIO エジソン内〕）[82]
- 3日 - アニソンPARTY!（出演：大西洋平、ひなたひかり。日曜 20:30 - 20:45）[44]
- 4日（3日深夜）
  - 小松未可子のSunday Share Night（出演：小松未可子。月曜<日曜深夜> 0:00 - 0:30）[44]
  - ザ・マミィの今一歩、前へ。（出演：ザ・マミィ。月曜<日曜深夜> 1:00 - 1:30）[44]
- 4日
  - おとなりさん（出演：平子祐希（アルコ&ピース、月曜）、高橋優（火曜）、鈴木おさむ（水曜）、高山一実、山田弥希寿（木曜）、山根良顕（アンガールズ、金曜）、坂口愛美（木曜以外）。月 - 金曜 8:00 - 11:00）[44]
  - くにまる食堂（出演：野村邦丸。月 - 金曜 11:00 - 13:00）[44]
  - 西川あやの おいでよ!クリエイティ部（出演：西川文野他。月 - 金曜 15:30 - 17:50）[44]
  - 桂宮治のザブトン5（出演：桂宮治。月 - 金曜 17:30 - 17:40〔西川あやの おいでよ!クリエイティ部 内〕）[44]
- 7日 - 斉藤一美 ど〜かひとつ!（出演：斉藤一美。野球中継のない日 17:57 - 20:00）[83]
- 9日（8日深夜） - ヴァイナル・ミュージック〜 for.EK〜大人の歌謡クラブ（出演：小林奈々絵、仁科美咲、羽山みずき、山西アカリ（週替わり）。土曜（金曜深夜） 3:00 - 4:45）[44]
- 9日
  - カラフルブーケ（出演：福井セリナ。土曜 19:00 - 19:55）[44]
  - Beautiful Melodies（出演：水谷加奈。土曜 19:55 - 20:00）[44]
  - Snow Man 佐久間大介の待って、無理、しんどい、、（出演：佐久間大介（Snow Man）。土曜 20:00 - 21:00）[44]
- 10日 - 鷲崎健のヒマからぼたもち（出演：鷲崎健、松井佐祐里。日曜 14:00 - 16:00）[44]

ニッポン放送
- 1日 - MISIAのオールナイトニッポンGOLD（出演：MISIA。第一金曜 22:00 - 翌0:00）[84]
- 2日 - なにわ男子の初心ラジ!（出演：なにわ男子。土曜 16:50 - 17:50）[84]
- 4日 - 月曜のガチャガチャした話し。（出演：森嶋秀太、成田耕祐〔TAMA-KYU統括〕。月曜 20:00 - 20:30）[85]
- 5日（4日深夜） - 山田裕貴のオールナイトニッポンX（出演：山田裕貴。火曜（月曜深夜）0:00 - 0:58）[84]
- 6日（5日深夜） - 緑黄色社会・長屋晴子のオールナイトニッポンX（出演：長屋晴子（緑黄色社会）。水曜（火曜深夜）0:00 - 0:58）[84]
- 7日（6日深夜） - JO1のオールナイトニッポンX（出演：JO1。木曜（水曜深夜）0:00 - 0:58）[84]
- 9日（8日深夜） - EXITのオールナイトニッポンX（出演：EXIT。土曜（金曜深夜）0:00 - 0:53）[84]

InterFM897
- 2日（1日深夜） - B.O.L.Tの10万ボルト（出演：B.O.L.T。土曜<金曜深夜> 1:00 - 1:30）[86]
- 3日（2日深夜） - 三上さちこのJust Chilling（出演：三上さちこ。日曜<土曜深夜> 2:00 - 2:30）[86]
- 3日
  - CLUB CEO（出演：五十嵐彰。日曜 6:30 - 7:00）[86]
  - 山小屋ストーリーズ（出演：矢部華恵。日曜 7:30 - 8:00）[86]
- 4日
  - POWER OF MUSIC 〜今こそ聴きたい音楽〜（interfm、出演：Shaula。月 - 木曜 16:30 - 17:00、5月以降の金曜 16:00 - 17:00）[87][88]
  - 秘密結社ニルヴァージュ∀のニルバース（出演：秘密結社ニルヴァージュ∀。月曜 23:30 - 翌0:00）[86]
- 7日（6日深夜）
  - ぱんぱかカフぃR（上京編）（出演：花譜。木曜<水曜深夜> 0:00 - 0:30）[86]
  - KEN LLOYDの "Night Owls"（出演：KEN LLOYD、kyoka（ES-TRUS）。木曜<水曜深夜> 2:00 - 3:00）[86]

エフエム東京
- 1日
  - 吉田麻也のチャレンジ&カバー（出演：吉田麻也。月 - 金曜 14:55 - 15:00）[89]
  - ローソン presents 日向坂46のほっとひといき!（出演：影山優佳（日向坂46）、佐々木美玲（日向坂46）。金曜 11:30 - 11:55）[89]
  - 平和不動産 presents CURIOCITY（出演：ヒコロヒー。金曜 12:00 - 12:30）[90]
  - THE TRAD FRIDAY IG STOCK BEATS（出演：ハマ・オカモト。金曜 12:30 - 12:55）[91]
  - サテライトオフィス presents 篠崎愛とチュート福田のLOVEクラウド』（出演：篠崎愛、福田充徳（チュートリアル）。金曜 19:30 - 19:55）[89]
  - ECC放課後イングリッシュ!（出演：@小豆。金曜 22:55 - 23:00）[89]
- 2日
  - TOKYO NEWS RADIO〜LIFE〜（出演：村田睦、手島千尋。土曜  6:00 - 7:00）[89]
  - YOUNG SONIC supported by PROMISE（出演：flumpool。土曜12:30 - 12:55）[92]
  - ブランディア presents 眠れる森の美しいモノたち（土曜 14:55 - 15:00）[89]
- 3日
  - SDGs学部 ミライコード（出演：サヘル・ローズ。日曜 7:00 - 7:30）[89]
  - ギター・マガジン・レディオ（出演：河原賢一郎（「ギター・マガジン」プロデューサー）、中川絵美里。日曜 8:00 - 8:55）
- 4日
  - Roomie Roomie!（出演：野呂佳代（月・火曜）、眉村ちあき（水・木曜）。月 - 木曜 20:00 - 20:55）[89]
  - アコム presents THE FIRST VOICE（出演：週替わりパーソナリティ。月 - 木曜 20:55 - 21:00）[89]
- 5日 - What a Wonderful Radio!!（出演：岬なこ、青山なぎさ（Liella!）。火曜 21:00 - 21:30）[89]
- 29日 - YAZAWA LOCKS!（出演：矢沢永吉。最終金曜 23:10頃〔SCHOOL OF LOCK!教育委員会〕内）[93]

J-WAVE
- 1日
  - MOTORING MUSIC（出演：月替わりアーティスト。金曜 16:00 - 16:30）[94]
  - MOMENT（出演：VieVie。土曜 16:58 -、17:58 -、18:58 -、19:58 -、20:58 -、21:58 -、23:56 -、日曜 16:58 -、17:58- 、18:58 -.19:58 -、20:58 -、21:58 -、22:58 -、23:56 -）[94]
  - BENTLEY BEST REGARDS（出演：社長（SOIL&"PIMP"SESSIONS）。金曜 22:00 - 22:30）[94]
- 2日（1日深夜） - VOICE OF FOOD〜AJI NA FUKUONSEI〜（出演：平野紗季子。土曜<金曜深夜> 0:30 - 1:00） [94]
- 2日
  - NTT GROUP BIBLIOTHECA 〜THE WEEKEND LIBRARY〜（出演：山口周 、長濱ねる。土曜 15:00 - 15:54）[94]
  - au FG LIFETIME BLUES（出演：オダギリジョー。土曜 16:00 - 16:54）[94]
  - COTROËN FOURGONNETTE（出演：長岡亮介。土曜 22:00 - 22:54）[94]
  - DIVE TO THE NEW WORLD（出演：SKY-HI。土曜 23:00 - 23:54）[94]
- 3日 - ARROWS（出演：もも（チャラン・ポ・ランタン）。日曜 6:00 - 9:00）[94]

アール・エフ・ラジオ日本
- 1日 - Listen to to too!（出演：河村由美。金曜 6:30 - 8:50）[95]
- 3日 - 高田秋のFEEL SHU NICE!（出演：高田秋。日曜 22:30 - 23:00）[96]

ベイエフエム
- 1日
  - シン・ラジオ -ヒューマニスタは、かく語りき-（出演：遠山大輔（グランジ）、松浦志穂（スパイク）（月曜）、鈴木おさむ、週替わりパートナー（関町知弘（ライス）、松崎健夫、月替りクリエイター、徳井健太（平成ノブシコブシ））（火曜）、関根勤、井川修司（イワイガワ）（水曜）、山田ルイ53世（髭男爵）（木曜）、友近（金曜）。月 - 金曜 16:00 - 18:54（金曜のみ18:42まで））[97]
  - I-Cocoon（出演：伊津野亮。金曜 19:00 - 20:58）[97]
  - 森久保祥太郎の今週わず。（出演：森久保祥太郎、小坂真琴。金曜 21:00 - 22:57）[97]
- 2日（1日深夜）
  - SCREEN mode勇-YOU-の“YOU mode”（出演：林勇。土曜<金曜深夜> 0:00 - 0:30）[97]
  - NACHERRYのChat Time〜フタつぶ〜（出演：NACHERRY。土曜 <金曜深夜> 0:30 - 0:57）[97]
- 4日 - てぃだきゃん（出演：きゃんひとみ。月曜 5:00 - 6:00）[97]
- 5日 - 乃木坂46 柴田柚菜のDreaming time（出演：柴田柚菜（乃木坂46）。火曜 23:00 - 23:30）[97]
- 8日（7日深夜） - TWUNEの常演ラジオ（出演：TWUNE。金曜<木曜深夜> 1:45 - 〔Song of Japan内〕）[97]

エフエムナックファイブ
- 2日
  - Raise on Saturday〜じっとしてられない朝〜（出演：斉藤リョーツ。土曜 5:00 - 8:00）[98]
  - 花耶の耳たぶ（出演：花耶。土曜5:20 - 5:30〔Raise on Saturday〜じっとしてられない朝〜内〕）[98]
  - だいすけ・藤原のピッタリEVERYTHING（出演：だいすけ、藤原倫己。土曜 9:10 - 9:20〔Saturday Morning Radio おびハピ!内〕）[98]
- 3日 - Sunday Audio Show〜アナと日曜のパーマ〜（出演：小林アナ、パーマ大佐。日曜 8:00 - 12:00）[98]
- 4日（3日深夜） - anzu no Bedroom Radio（出演：anzu。月曜<日曜深夜> 0:30 - 1:00）[98]
- 7日（6日深夜） - 桜瀬もえのおにぎり100個たべたーい!（出演：桜瀬もえ（さくらシンデレラ）。木曜<水曜深夜> 1:40 - 2:00〔ラジオのアナ〜ラジアナ〜内〕）[98]

横浜エフエム放送
- 1日 - ペイフォワード〜社会貢献マニュアル（出演：中谷よしふみ。金曜 5:30 - 6:00）[99]
- 2日
  - 大地とみのりの大冒険（出演：井上ゆみ乃。土曜 8:15 - ）[99]
  - 鈴木聖奈 Sound Art Wave（出演：鈴木聖奈。土曜 19:30 - 20:00）[99]
- 3日 - RIZAP ENGLISH presents Beyond The Future（出演：渋谷大。日曜 17:50 - 18:00）[99]
- 4日（3日深夜） - 日曜から推C事（出演：イマヤス、かおりさん。月曜<日曜深夜> 0:30 - 1:00）[99]
- 4日 - 101 Music House（出演：lol。月曜 18:20 - 18:40〔Tresen内〕）[100]
- 6日（5日深夜）
  - 怪物六面放送局（出演：BMK。水曜<火曜深夜> 1:00 - 1:30）[99]
  - Sayaful Palette（出演：山口紗矢佳。水曜<火曜深夜> 2:30 - 3:00）[99]
- 7日（6日深夜）
  - ライバーハウス Presents 真夜中無人島（出演：清水国明、バンブー竹内。木曜<水曜深夜> 1:00 - 1:30）[99]
  - ありったけ交差点（出演：omoinotake。木曜<水曜深夜> 1:30 - 2:00）[99]
- 16日 - 油壺エデンの園 presents 海と太陽の三浦（出演：井手大介。土曜 8:00 - 8:05）[99]

栃木放送
- 2日 - オシエルズのオシエル教室（出演：オシエルズ。土曜 18:15 - ）[101]

新潟放送
- 2日 - 乙女たちが愛した抒情画家 蕗谷虹児（出演：小野沢裕子。土曜 8:30 - 8:40） [102]
- 4日 - 専門KnocK!（出演：中山大、船尾佳代。月曜 18:15 - 18:30）[102]

エフエムラジオ新潟
- 1日 - GMLソリューションズ 上村知世のグッドマネーリテラシー（出演：西澤健司、上村知世。金曜 14:50 - 14:55）[103]
- 4日 - VIP GROUP Presents FAKY TALKY（出演：FAKY。月曜 12:00 - 12:55）[104]
- 5日 - NAMARA MIX（出演：江口歩、森下英矢、オダニハジメ（出来心）、秋山朋信。火曜 19:00 - 20:55）[105]
- 6日 - のーうぇざー青春トラベル（出演：のーうぇざー。水曜 11:30 - 11:55）[106]
- 7日 - PROPS（出演：BUTCHER。木曜 19:00 - 19:55）[107]

北陸放送
- 3日 - 酒井法子のマンモスradio（出演：酒井法子。日曜 18:30 - 19:00）[108]

富山エフエム放送
- 1日 - STEP!（出演：水梨子真穂。金曜 18:00 - 19:00）[109]

山梨放送
- 3日
  - ステブレ（出演：週替わり〔山﨑祐依、染谷香衣、神谷真子〕。日曜 11:49 - 11:54）[110]
  - 中島康宏と千野こころのLive Airline Cafe（出演：中島康宏、千野こころ。日曜 17:00 - 17:30）[111]
- 4日 - キャイ〜ンのWANI WANIさせて（出演：キャイ〜ン、原香緒里。月曜 18:30 - 19:00）[111]
- 5日 - 山梨ラジオアカデミー（出演：神部冬馬。火曜 18:30 - 19:00）[111]

エフエム富士
- 2日 - Music Department（出演：新海景基。土曜 23:00 - 23:30）[112]
- 3日 - フロッッッグ（出演：高柳知葉、礒部花凜。日曜 19:30 - 20:00）[112]
- 6日（5日深夜） - 民族ハッピー組のHappy Life With You（出演：民族ハッピー組。水曜<火曜深夜> 0:30 - 1:00）[112]
- 27日 - リュウジと桃子のはらぺこバズラジオ（出演：リュウジ、双松桃子。毎月最終水曜 12:03 - 13:00）[112]
- 30日（29日深夜）-青木美沙子と永井杏樹のロリータの世界へようこそ（出演：永井杏樹〔民族ハッピー組〕、青木美沙子。毎月最終日曜<土曜深夜> 1:00 - 1:30）[112]

長野エフエム放送
- 1日 - 翔べ!FRI-TAG!!（出演：バカボン鬼塚、飯野美紗子。金曜 16:00 - 19:00）[113]

信越放送
- 4日（3日深夜） - 徳井青空のPLUMディープランド（出演：徳井青空。月曜<日曜深夜> 0:00 - 0:15）[114]

CBCラジオ
- 2日
  - 大石邦彦のNOW ON SHARE!（出演：大石邦彦。土曜11:40 - 11:55）[49]
  - ライラと今夜もケバりまShow!!（出演：Lyra-h.Grail。土曜 20:30 - ）[49]
- 3日（2日深夜）
  - 飛島マリン プレゼンツ 原田聡と沢井里奈のvast ocean（出演：原田聡、沢井里奈。日曜<土曜深夜> 3:15 - ）[49]
  - 近藤大ちゃんのあおいと!縁ラジオ（出演：近藤大補（あおいと創研）、安田遥香（アホロートル）。日曜<土曜深夜> 3:30 - ）[49]
- 3日
  - マーシー山本教授のびっくりクラシック!（出演：マーシー山本教授。日曜 7:00 - ）[49]
  - 戸井康成の別冊スクラッパー（出演：戸井康成、小林美鈴。日曜 20:45 - ）[49]
- 4日 - 未来につなげ 発見!日本の食（出演：山田門努、佐藤実絵子。月曜 12:20 - ）[49]

東海ラジオ放送
- 2日
  - Weekend Step（出演：Cocoro。土曜 7:00 - 10:00）[115][116]
  - Saturday Flavor（出演：市野瀬瞳。土曜 10:00 - 13:55）[115][116]
  - ONE STYLE（出演：高井一 ほか。土曜 17:00 - 20:00）[115][116]
- 3日（2日深夜） - 佐藤奈織美&大城光の『税』って何だっけ?（出演：佐藤奈織美、大城光。日曜<土曜深夜> 1:30 - 2:00）[116]
- 3日
  - Morning Delight（出演：川本えこ。日曜 7:00 - 10:00）[115][116]
  - SUNDAY FUNDAY!（出演：南城大輔。日曜 10:00 - 13:55）[115][116]
- 4日（3日深夜） - UNDER TALK（出演：アンダーポイント。月曜<日曜深夜> 2:15 - 2:45）[116]
- 4日 - 寺坂頼我のSmile Smile!（出演：寺坂頼我。月曜 21:30 - 21:40）[116]

岐阜放送ラジオ
- 4日 - GIFT Tune（出演：伊藤伸久〔月曜〕、藤井裕生〔火 - 水曜〕、森美紅〔月・火曜〕、 伊藤伸久〔木・金曜〕、竹内万理〔木・金曜〕。月 - 金曜 7:00 - 10:55）[117]

ZIP-FM
- 1日
  - POCKET MORNING（出演：ジプコ〔AIナビゲーター〕。月 - 金曜 5:00 - 6:00）[118]
  - MORNING BOOOOOOST（出演：荒戸完。月 - 金曜 6:00 - 9:00）[118]
- 2日
  - WEEKEND SMILE（出演：玉置侑里子。土曜 7:30 - 10:00）[118]
  - FUNNY PUPPY（出演：川村茉由。土曜 13:00 - 16:00）[118]
  - aniBuzz（出演：永田レイナ、Hillary。土曜 22:30 - 翌0:30）[118]
- 3日
  - d-Tunes（出演：中川大輔。日曜 23:30 - 翌0:30）[118]
- 4日
  - Blissful Time（出演：小林拓一郎。月 - 木曜 11:30 - 14:00）[118]
  - SUPER CAST（出演：町田こーすけ。月 - 木曜 19:00 - 21:00）[118]
  - ×music（出演：神原真理、若林詩恩。月 - 木曜 21:00 - 23:00）[118]
- 5日（4日深夜） - DEAR SECRET（出演：DEERET。火曜<月曜深夜 1:30 - 2:00）[118]
- 8日（7日深夜） - Genesis Quest（出演：創世記少女。金曜<木曜深夜> 1:30 - 2:00）[118]

エフエム愛知
- 1日 - CLEAR'Sの「I Style Cafe」（出演：CLEAR'S。金曜 21:00 - 21:30）[119]
- 2日（1日深夜）
  - miscastの好きにさせてよ!（出演：miscast。土曜<金曜深夜> 1:00 - 1:30）[120]
  - suさんのどこかの誰かと（出演：SU。土曜<金曜深夜> 2:00 - 2:30）[120]
- 2日 - IN OUR NIGHT（出演：山本航生。土曜 20:30 - 21:00）[120]
- 4日 - ボイメンエリア研究生 MEETS MY AICHI EXTRA（出演：ボイメンエリア研究生。月 - 木曜 21:55 - 22:00）[120]
- 6日 - YO!YO!YOSUKE・アヤノダガネのGOLD GENERATION（出演：YO!YO!YOSUKE、アヤノダガネ。水曜 20:30 - 21:00）[120]

静岡放送
- 3日 - 日曜ヒマするあなたに送る ヌンヌンヌーン!（出演：酒井健太（アルコ&ピース） ほか。日曜 12:00 - 14:00）[121]
- 4日（3日深夜） - サスペンダーズのモープッシュ!!（出演：サスペンダーズ。月曜<日曜深夜> 0:00 - ）[122]

静岡エフエム放送
- 1日
  - that day that time that place（出演：天玲美音。金曜 10:52 - 10:57）[123]
  - K-mix ベジフルライフ（出演：山城知美。金曜 18:25 - 18:30）[124]
- 3日（2日深夜） - ERIKOの音楽と宝探しの夜（出演：ERIKO。日曜<土曜深夜> 0:30 - 1:00）[125]
- 5日（4日深夜） - 牧村一穂の〆ラーCLUB（出演：牧村一穂。火曜<月曜深夜> 4:00 - 4:30）[126]
- 6日
  - E-JAN 〜ゲンマチカコの大人の時間（出演：源馬ちか子。水曜 21:00 - 21:30）[127]
  - D4DJ Music Box（水曜 21:30 - 22:00）[128]
- 7日 - 林家木りんとかしめ・洋平の今夜は話さナイト（出演：林家木りん、立川かしめ、大西洋平。木曜 20:30 - 21:00）[129]

三重エフエム放送
- 2日 - Ericar・Gocar Auto Ensemble♪（出演：多田えりか ほか。土曜 11:00 - ）[130]

朝日放送ラジオ
- 1日 - おはようパーソナリティ古川昌希です（出演：古川昌希。金曜 6:30 - 9:00）[51]
- 2日
  - 上田剛彦のなにわ音楽ハツラツ団（出演：上田剛彦。土曜 17:00 - 17:55）[51]
  - 小早川秀樹のナイスじゃナイト!（出演：小早川秀樹。日曜 18:00 - 21:30）[51]
- 3日 - さあやろう!ABCラジオ吹奏楽部です（出演：桂紗綾。日曜 6:45 - 7:00）[51]
- 3日（2日深夜） - 緒方憲太郎の道に迷えばオモロい方へ!（出演：緒方憲太郎、まつきりな。日曜<土曜深夜> 2:00 - 3:00）[51]
- 19日（18日深夜） - つまずく夜は―あとがき 野村尚平（出演：野村尚平〔令和喜多みな実〕。火曜<月曜深夜> 1:30 - 2:00）[131]

MBSラジオ
- 2日 - チュート徳井・レイクレてっちゃんのA Music Chance（出演：徳井義実（チュートリアル）、てっちゃん（Lazy Lie Crazy）。土曜 23:30 - 翌0:00）[132]
- 3日
  - MBS茶屋町ゴルフ倶楽部 藤本佳則 NEVER GIVE UP!（出演：藤本佳則 ほか。日曜 6:45 - 7:00）[132]
  - 松井愛のお金の時間（出演：松井愛、山本かずせい。日曜 7:00 - 7:20）[132]
- 4日 - 厳選!月イチジャーナル（出演：西靖、前田春香。月一回月曜 20:00 - ）[133]

大阪放送
- 2日
  - 土曜クラウン劇場 みゆ×てつ（出演：津吹みゆ、木村徹二。土曜 16:30 - ）[134]
  - namiがナミなみ!K-POP（出演：nami。土曜 20:30 - 20:59）[135]
- 4日
  - 藤川貴央のニュースでござる（出演：藤川貴央。月 - 金曜 6:30 - 8:00）[136]
  - サクラバシ919（出演：鎌田菜月（SKE48、月曜）、山添寛（相席スタート、火曜）、神尾晋一郎（水曜）、都築拓紀（四千頭身、木曜）、白間美瑠（金曜）。月 - 金曜 23:00 - 翌1:00）[136]
  - ナナシスラジオ ch2053（出演：天希かのん、天野聡美、星ノ谷しずく、山田麻莉奈。〔サクラバシ919月曜内〕）[137]
- 5日
  - OBCグッドアフタヌーン!和田麻実子のみみよりだんご（出演：和田麻実子、カベポスター。火曜 11:00 - 14:00）[136]
  - 暴走列伝 単車の虎 ラジオ放送部（出演：葛西蘭。〔サクラバシ919火曜内〕）[138]

エフエム大阪
- 2日 - New Normal Life〜優しさであふれる毎日を〜（出演：山寺宏一、野沢雅子。土曜 9:00 - 9:30）[139]
- 3日 - マクセル meets カレッジナレッジ（出演：山本瑠香。日曜 13:55 - 14:00）[140]
- 4日 - 藤原丈一郎のなにわんだふるラジオ supported by ローソン（出演：藤原丈一郎（なにわ男子）。月曜 18:00 - 18:30）[141]

ラジオ関西
- 3日（2日深夜） - アイドルゲーマーズ（出演：月替わり。日曜<土曜深夜> 2:00 - 2:15）[142]
- 3日 
  - 神戸ファッションマートpresents マイホーム・マイライフ（日曜9:30 - 9:45）[143]
  - 稲村亜美のココシロインターン（仮）（出演：稲村亜美。日曜 11:30 - 11:45）[143]
  - 川嶋あいの明日への扉（出演：川嶋あい。日曜 17:00 - 17:30）[143]
- 4日 - Clip（出演：近藤夏子、春名優輝（月曜）、紅しょうが（火曜）、からし蓮根（水曜）、高山トモヒロ、慶元まさ美（木曜）。月 - 木曜 14:30 - 16:00）[143]
- 6日 - 水曜ききもん（水曜13:00 - 13:25）[143]

兵庫エフエム放送
- 4日
  - シャカリキ（出演：クマガイタツロウ（ワタナベフラワー）。月 - 木曜 7:30 - 11:00）[144]
  - Yakult 1000Music（月曜 11:30 - 11:55）[144]
- 7日 - 槙野智章の夢しゃべるっ!（出演：槙野智章。木曜 11:30 - 11:55）[144]

エフエム滋賀
- 2日 - spike!!（出演：仙石幸一、倉丸莉子。土曜 18:00 - 18:30）[145]
- 5日 - chuLaのちゅらちゃれ!（出演：chuLa。火曜 20:00 - 20:30）[146]

京都放送
- 1日 - 竹内弘一のこういっちゃナンですが（出演：竹内弘一、桂南光。金曜 15:30 - 17:00）[147]

エフエム京都
- 1日 - VIEWTIFUL POINT（出演：梅山茜、若村亮。金曜 15:00 - 16:00）[148]
- 2日 - HIGH-POSI MORINIG（出演：大矢隼佑。土曜 6:00 - 7:00）[148]
- 3日
  - NEW MUSIC, NEW LIFE（出演：堀込高樹（KIRINJI）。日曜 14:00 - 15:00）[149]
  - Beyond The Dial（出演：Daichi Yamamoto。偶数月 日曜 23:00 - 翌0:00）[150]
- 4日 - SPORTS MATCH（出演：江間丈。月曜 19:00 - 21:00）[151]
- 5日 - MUSIC MATCH（出演：川原ちかよ。火曜 19:00 - 21:00）[152]
- 6日 - ALL ART & HOUSE（出演：石屋紀次、眞崎直子。水曜 6:00 - 7:00）[148]

エフエム山陰
- 2日 - 彩也子と旅する朝時間（出演：水木彩也子。土曜 8:30 - 8:45）[153]

中国放送
- 2日 - 柳沼淳子のちょっと小耳に（出演：柳沼淳子。土曜 11:30 - 11:45）[52]
- 3日 - eSports 戦の時間（出演：板垣護（ヤルキマントッキーズ代表）、みかん坊や （TEAM iXA）、ストーム久保（TEAM iXA）。日曜 22:00 - 22:30）[52]
- 4日（3日深夜） - SETOUCHI STARTUPS SELECTION®（出演：住谷綾香、漆畑慶将。月曜<日曜深夜> 0:30 - 0:45）[52]

広島エフエム放送
- 2日 - PanasonicHomes presents ママヒビラジオ（出演：井口絵海。土曜 9:00 - 9:30）[154]
- 5日 - #PUSH（出演：小竹彩花（火曜）、山本将輝（水曜）、安広修平（木曜）。火 - 木曜 13:30 - 16:00）[154]

山口放送
- 3日 - ヤスベェの人生100歳満点!（出演：大谷泰彦。日曜 17:00 - 17:30）[155]

四国放送
- 10日 - 森本真司のうちんくラジオ（出演：森本真司、福井和美。日曜 12:00 - 12:30）[156]

エフエム徳島
- 1日 - 徳島の魅力 再発見! ネッツ徳島presents 未来☆トクシマ（出演：大和たきみ。金曜 11:30 - 11:55）[157]
- 8日 - Nani-Show? FRIDAY!（出演：土橋琢史、布川夏帆。金曜 13:00 - 15:30）[158]

西日本放送
- 5日 - アイドルしか勝たん!（出演：石井奏美。火曜 23:30 - 翌0:00）[159]

南海放送
- 3日 - 燈の守り人〜幻想夜話〜（日曜 20:00 - ）[160]
- 4日（3日深夜） - ヲタラジ（出演：まつえみ。月曜<日曜深夜> 0:00 - 0:30）[161]

エフエム愛媛
- 1日 - 愛媛FC 森脇良太の『誘ってんじゃんRADIO』（出演：森脇良太。金曜 21:30 - 22:00）[162]
- 3日 - 太陽石油 presents もってけ!みかん（出演：みかん。日曜 9:00 - 9:30）[163]

RKB毎日放送
- 3日（2日深夜） - つばきファクトリーの「今夜だけ浮かレディオ」（出演：つばきファクトリー。日曜<土曜深夜> 1:30 - 2:00）[56]
- 4日（3日深夜） - 舞鶴よかとのここが!福岡!よかろうもん!（出演：舞鶴よかと。第1・第3月曜<日曜深夜> 0:30 - 1:00）[56]

九州朝日放送
- 1日（3月31日深夜） - Fumi Camp ふみキャンプ（出演：斉藤ふみ。金曜<木曜深夜> 0:30 - 1:00）[57]
- 2日
  - イマジネーション ゴルフ（出演：北村晃一。土曜 6:25 - 6:40）[57]
  - キテマス。K（出演：加藤恭子。土曜 22:00 - 23:00）[57]

ラブエフエム国際放送
- 2日 - HOT20（出演：ジェフ太郎。土曜 13:00 - 15:00）[164]
- 3日
  - POPTAPE（出演：コ太朗。日曜 11:00 - 13:00）[164]
  - Spin the Wheel SUNDAY（出演：DJ MIKI、DJ NOBU-44、DJ NACCHA、DJ NAWON。日曜 16:00 - 19:00）[164]
- 4日 - スイッチオン! DAYTIME（出演：藤田じゅん（月曜、木曜）、KANA（水曜）、Sach（火曜、金曜）。月 - 金曜 12:00 - 15:00）[164]
  - ZILEMMA THEATER RADIO（出演：清水淳平、浅野康之、宮本亜里沙。火曜 23:00 - 23:30）[164]

CROSS FM
- 1日 - BREAK TIME（出演：黒田卓海。金曜 16:00 - 16:30）[165]
- 2日 - Sentir Saudade!（出演：野下史織。土曜 18:30 - 20:00）[165]
- 5日 - 池端克章のfeel like music（出演：池端克章。火曜 21:00 - 22:00）[165]

エフエム福岡
- 2日 - Weekend more radio! OH! HEY! YO! 〜オー・ヘイ・ヨー〜（出演：松相遼、植村友紀。土曜7:30 - 8:55、9:00 - 9:25）[166]
- 3日
  - みどりとさとりの「さんもんのとくーーっっ!!」（出演：西川さとり、荒川みどり。日曜 8:00 - 8:55）[167]
  - 川後の夜中にどげんしたと?（出演：川後陽菜。日曜 22:00 - 22:30）[168]
- 6日 - 入江ん家、鍵、あいとーばい（出演：irienchy。水曜 21:00 - 21:30）[169]

エフエム長崎
- 1日
  - Liko House（出演：渡邉享介、小方涼花、岩田麻早見。金曜 19:00 - 19:30）[170]
  - VIVA BRASS!（出演：藤重佳久、早川愛乃。金曜 21:00 - 21:55）[170]
  - ナカジーとゆーみんの“NANかいい!”（出演：中島靖人、中村友美。金曜 22:55 - 23:00）[170]
- 2日 - よなよな かわご（出演：川後陽菜。土曜 21:00 - 21:30）[170]
- 4日（3日深夜） - 砂漠を泳ぐ野良猫（出演：Pionier。月曜<日曜深夜> 0:00 - 1:00）[170]

熊本放送
- 4日 - 桂竹紋のリフォームするモン（出演：桂竹紋 ほか。月曜 18:10 - 18:20）[171]

大分放送
- 22日 - フライトPark 〜出発時刻は夕方4時30分!（出演：安美、首藤まみか、姫野友美。金曜 16:30 - 18:20）[172]

宮崎放送
- 2日
  - 米良美一のビューティフルライフ（出演：米良美一。土曜 11:45 - 12:00）[173]
  - 二見颯一のやまびこステーション（出演：二見颯一。土曜 18:30 - 19:00）[174]
  - 佐藤信長の沼にハマって抜け出せない!!（出演：佐藤信長。土曜 20:30 - 20:44）[175]

南日本放送
- 3日 - 榮徳多賀子のソララジ（出演：榮德多賀子。日曜 17:30 - 18:00）[176]

エフエム鹿児島
- 1日
  - FirstStep〜Kagoshima SDGs Story〜（出演：今末真人。金曜 15:30 - 15:45）[177]
  - シーゲル小野アワー やっぱり今日もしどろもどろ（出演：シーゲル小野。金曜 20:30 - 20:55）[177]

琉球放送
- 1日 - 成長共有ラジオ シンカの学校（出演：真栄城美鈴。金曜 20:00 - 20:45）[178]
- 2日 - Bランチ（出演：糸数美樹、嘉大雅。土曜 14:30 - 16:00）[178]
- 3日 - Wしんちゃんとあ〜き〜のうたいの〜しラジオ（出演：津波信一、玉城あき、宮里真司。日曜 17:00 - 17:30）[178]

ラジオ沖縄
- 3日
  - うめ子51%（出演：當銘真喜子。日曜 10:00 - 11:30）[179]
  - にちようびのグルーヴ（出演：上地“Gacha”一也。日曜 23:30 - 翌0:00）[179]

JFN
- 1日
  - FUTURES REAL SPORTS（出演：五十嵐亮太、秋山真凜、岩本義弘。金曜 5:30 - 6:00）[180]
  - Good VibeSOUP（出演:yama（1週目）、れん（2週目）、にしな（3週目）、Mega Shinnosuke（4週目）、エフエム高知ほか）[181]
  - HiHi Jetsのラジオだじぇっつ!（出演：HiHi Jets。）[181]
- 5日（4日深夜）
  - AuDee CONNECT（出演：狩野英孝、マンスリーアシスタント（月曜）、大野雄大、花村想太（Da-iCE）（火曜）、蓮見翔（ダウ90000）（水曜）、梅田サイファー（木曜）。火（月曜深夜） - 金曜（木曜深夜） 2:00  - 4:00）[181]
  - White Tailsの王道ラジオをやってみた!（出演：White Tails。〔AuDee CONNECT〕火曜（月曜深夜）内）[182]

### 2022年5月放送開始
ニッポン放送
- 27日（26日深夜） - 高橋文哉のオールナイトニッポンX（出演：高橋文哉。金曜<最終木曜深夜> 0:00 - 0:58）[183]

静岡エフエム放送
- 4日 - Park&FIT presents 水曜日のヨガ（出演：EMIKO（Park&FIT ヨガインストラクター）。水曜 10:52 - 10:57）[184]

エフエム大阪
- 6日 - よふかしミモザーヌ（出演：少女歌劇団ミモザーヌ。金曜<木曜深夜> 1:30 - ）[185]
- 6日 - 本城未沙子の「キミがいるから」（出演：本城未沙子。金曜 11:30 - 11:55）[186]

山陰放送
- 1日 - AKB48徳永羚海 松原佑基のいまどきハイスクール!（出演：徳永羚海（AKB48）、松原佑基。日曜 21:45 - 22:00）[187]

エフエム福岡
- 6日 - 井上芳雄 開演です!（出演：井上芳雄。金曜 20:00 - 20:30）[188]

琉球放送
- 6日 - Music SAKA-Bar（出演：市川大介、與古田忠。金曜 20:45 - 21:00）[189]

### 2022年6月放送開始
エフエム・ノースウェーブ
- 2日（1日深夜） - やすと横澤さんと月さむぽ（出演：やすと横澤さん。木曜<水曜深夜> 0:30 - 1:00）
- 7日（6日深夜） - チャラン・ポ・ランタンのよーるごはんラジヲ（出演：チャラン・ポ・ランタン。火曜<月曜深夜> 0:30 - 1:00）

エフエム青森
- 4日 - The シモキターンズ（土曜 17:10 - 17:30）[190]

エフエム東京
- 5日 - 馬渕・渡辺の#ビジトピ（出演：馬渕磨理子、渡辺広明。日曜 6:00 - 6:30）[191]
- 6日（5日深夜） - 夢叶えるサウナ〜起業家とZ世代〜（出演：白井浩一、小早川莉世。月曜<日曜深夜> 0:30 - 1:00）[192]

エフエム大分
- 3日 - Nesta Music Masterpiece（出演：DJ NAVE。金曜 19:00 - 19:30）[193]

### 2022年7月放送開始
エフエム仙台
- 1日 - SESSION!〜 宮田'レフティ'リョウ EDITION〜（出演：宮田“レフティ”リョウ。金曜 21:30 - ）[194]

文化放送
- 2日 - スギ薬局 presents 小野賢章のビビビ!（出演：小野賢章。土曜 21:10 - 21:20〔A&G TRIBAL RADIO エジソン内〕）[195]
- 8日 - 黎の軌跡 presents ヴァンさん、ラジオの時間ですよ!（出演：伊藤美来、小野大輔。金曜 22:20 - 22:30）[196]

ニッポン放送
- 4日 - BanG Dream! presents Dreamer's Tunes（出演：相羽あいな、豊田萌絵。月曜 20:30 - 21:00）[197]

InterFM897
- 4日
  - JAZZ Avenue（出演：純名里沙。月曜 21:00 - 21:30）[198]
  - AXXX1SにACCESS（出演：AXXX1S。月曜 23:00 - 23:30）[199]
- 13日 - あみさのおやしゅみらじお（出演：宮崎あみさ。第2・第4水曜 23:30 - 翌0:00）[200]

エフエム東京
- 4日 - SEVENTEEN LOCKS（出演：SEVENTEEN (音楽グループ)。第1月 - 木曜 22:15頃〔SCHOOL OF LOCK!内〕）[201]

横浜エフエム放送
- 3日（2日深夜） - めっちゃラジオ（出演：夕闇に誘いし漆黒の天使達。日曜<土曜深夜> 2:00 - 2:30）[202]

ベイエフエム
- 8日（7日深夜） -  CrosSing You（出演：JUNNA。金曜<木曜深夜> 0:30 - 0:54）[203]

新潟放送
- 5日 - 星野裕矢の新潟☆夢つむぎ（出演：星野裕矢。火曜 18:30 - ）[204]

エフエムラジオ新潟
- 2日 - JIN'S Morning Radio Show（出演：島村仁。土曜 8:00 - 9:55）[205]

山梨放送
- 4日 - AKB48のささやきラジオ（出演：AKB48。月曜 19:30 - 20:00）[206]

エフエム富士
- 2日 - oh!my!メタルーム!（出演：Broken By The Scream。土曜 22:30 - 23:00）[207]
- 3日
  - 電波で『ParaDogs宣言!』」（出演：シンデレラの犬 Project。日曜 23:00 - 23:30）[208]
  - 『TOKYO A→Z NIGHT』on Radio」（日曜 23:30 - 翌0:00）[209]

エフエム愛知
- 3日 - 矢野きよ実の無敵な日曜日（出演：矢野きよ実。日曜 6:45 - 7:00）[210]

MBSラジオ
- 3日 - イマドキッJDナイト（出演：関東・関西の女子大生。日曜 23:30 - 翌0:00）[211]
- 4日 - 尼のよりんの朝の説法千本ノック（出演：荒川裕二、野寄覚令。月 - 火曜 5:00 - ）[212]

大阪放送
- 5日 - アイデンティーモ（出演：アイデンティティ、PiTiiY（TiiiMO）。隔週火曜 22:00 - 22:30）[213]

エフエム大阪
- 2日 - TeeRex presents さらば青春の光 東ブクロのSKUX GOLF（出演：東ブクロ（さらば青春の光）。土曜8:00 - 8:30）[214]

京都放送
- 31日 - 関西Z世代のぶっちゃけどうなん?（隔月第3日曜 20:00 - 20:30）[215]

中国放送
- 4日（3日深夜） - 〜えみんつぇる・かんちるのチャリ姫ラジオ〜（出演：開坂映美、篠原栞那。月曜<日曜深夜> 0:45 - 1:00）[216]

南海放送
- 6日 - たけやま3.5 武田雛歩の嶺上開花!（出演：武田雛歩。水曜 20:30 - ）[217]

エフエム愛媛
- 3日 - 唯我独尊のモーニンググローリー（出演：唯我独尊。日曜 9:30 - 9:55）[218]

高知放送
- 2日 - 放送部のおと（出演：高知県の放送部所属の高校生。土曜 8:15 - 8:20）[219]

エフエム福岡
- 2日（1日深夜） - Deep Sea Diving Clubの深く潜って（出演：Deep Sea Diving Club。土曜<金曜深夜> 1:00 - ）[220]
- 2日 - Rainy。のChoco Chat CAFE（出演：Rainy。、黒木りさ。土曜 19:00 - 19:25）[221]

### 2022年8月放送開始
ラジオNIKKEI第1放送
- 1日 - アニ☆ジュエル（出演：Twinkle Project☆。月曜 19:00 - 19:30）[222]

文化放送
- 6日 - あんさんぶるスターズ!!Radio（出演：森久保祥太郎、梶裕貴 ほか。土曜 20:40頃〔Snow Man 佐久間大介の待って、無理、しんどい、、内〕）[223]

ニッポン放送
- 8日（7日深夜） - GO presents 発見!ファーストペンギン（出演：青木源太。月曜<日曜深夜> 0:30 - 1:00）[224]

アール・エフ・ラジオ日本
- 5日 - まねきケチャのケチャたましい30分!（出演：まねきケチャ。金曜 23:30 - 翌0:00）[225]

エフエム群馬
- 2日 - 蛙亭のおしごとおたまじゃくし（出演：蛙亭。第1火曜 15:00 - 15:55）[226]
- 25日 - G-WALK＋PARK NEXT STEP（出演：内藤聡。第3木曜 12:00 - 12:30）[227]

ZIP-FM
- 2日（1日深夜） - nice flow（出演：高瀬統也。火曜<月曜深夜> 1:30 - 2:00）[228]

エフエム大阪
- 3日（2日深夜） - OCHA NORMAのLDK（出演：OCHA NORMA（メンバーが月替わり交代）。〔J3 Tuesday 〜Midnight IQ〜内〕）[229]

エフエム滋賀
- 3日 - 武元唯衣の感じてシガリズム（出演：武元唯衣（櫻坂46）。第1・3水曜〔キャッチ!内〕）[230]

京都放送
- 7日 - コドモゴコロ研究所（出演：鎌田和樹。日曜 23:30 - 翌0:00）[231]

ラブエフエム国際放送
- 6日 - Apricot blue（アプリコットブルー）（出演：Mr.coNYroo。土曜 7:00 - 7:30）[232]

### 2022年9月放送開始
エフエム・ノースウェーブ
- 3日 - Feel TOKACHI（出演：後藤朋子。土曜 8:30 - 9:00）[233]
- 4日 - Go! Artemis（出演：DJ ハイジ、奥山優奈。日曜 7:00 - 7:30）[234]

TBSラジオ
- 26日 - 朗読のミカタ（出演：TBSアナウンサー ほか。月 - 金曜 13:42 - 13:50）[235]
- 30日 - TBSラジオプレス（出演：宇内梨沙。金曜 17:50 - 18:00）[235]

文化放送
- 26日 - 木田裕士・唐橋ユミ ジパングの黄金（出演：木田裕士、唐橋ユミ。月曜 20:30 - 21:00）[236]
- 27日 - おいでよ!青春る（アオハル）（出演：THIS IS パン（火曜）、世間知らズ（水曜）。火 - 水曜 19:00 - 21:00）[236]
- 29日 - Lucky²のラッキートーク（出演：Lucky²。木曜19:00 - 19:30）[236]
- 30日
  - アンジェリーナ1/3のA世代!ラジオ（出演：アンジェリーナ1/3（Gacharic Spin）。金曜 20:30 - 21:00）[236]
  - 内田理央のレコメン!FRIDAY（出演：内田理央、松澤千晶。金曜 21:00 - 23:00）[236]

ニッポン放送
- 27日 - 古家正亨 K TRACKS（出演：古家正亨、ひろたみゆ紀。火曜 17:30 - 20:30）[237]
- 28日
  - 伊藤蘭 RAN To You（出演：伊藤蘭。水曜 20:30 - 21:00）[237]
  - ドクターズボイス〜根拠ある健康医療情報に迫る!〜（出演：笹井恵里子。水曜 21:00 - 21:20）[238]
- 29日
  - SAKENOVA（出演：春風亭一之輔、高田秋。木曜 21:00 - 21:20）[239]
  - BIG YELL（出演：田中道子。木曜 21:20 - 21:30）[240]
- 30日 - K’2nd presents 青木愛 スポーツ to you（出演：青木愛。金曜 21:00 - 21:30）[241]

エフエム東京
- 4日（3日深夜） - Kiss our humanity 心に触れて“整える”時間（出演：鈴木曜。日曜<土曜深夜> 2:00 - 2:30）[242]
- 4日 - こくみん共済 coop presents 世界には歌詞があふれている。（出演：中野信子、手島千尋。日曜 8:30 - 8:55）[243]

InterFM897
- 4日 - Yonawo House（出演：yonawo。日曜 23:30 - 翌0:00）[244]
- 7日（6日深夜） - マリーのヲたく（出演：詩万利衣、淡路祐介。水曜<火曜深夜> 1:00 - 1:30）[245]
- 11日（10日深夜） - Tokyo City Pops at Midnight（出演：葵うたの。第2・4日曜<土曜深夜> 4:00 - 5:00）[246]

茨城放送
- 30日 - 今夜はLuckyNight〜りほなアニソンフライデー〜（出演：加藤里保菜。金曜 22:00 - 翌0:00）[247]

エフエム富士
- 3日 - 壮一帆のLivingTalk（出演：壮一帆。土曜 17:00 - 17:30）[248]

CBCラジオ
- 5日 - SKE48坂本真凛のりんりんらじお（出演：坂本真凛（SKE48）。月曜 21:50 - 22:00）[249]
- 27日
  - ハイアー ハイアー!（火 - 木曜 21:00 - 21:30）[250]
  - しろくじちゃんが寝る前にほめるラジオ（出演：しろくじちゃん、アホロートル。火 - 金曜 21:30 - 21:40）[250]
- 28日
  - ムジーク・ブルネン〜お昼の音楽会〜（出演：吉岡直子。水曜 12:20 - 12:30）[250]
  - ビギナーズ（出演：大参もりえ（水曜）、城所あゆね（木曜）、水 - 木曜 19:00 - 21:00）[250]

東海ラジオ放送
- 26日
  - first touch（出演：安蒜豊三。月 - 金曜 4:45 - 6:00）[251]
  - GRooVE929（出演：デイル。月 - 金曜 6:30 - 9:00）[251]
  - Paradise（出演：神野三枝。月 - 金曜 9:00 - 11:00）[251]
  - LIFE HACKERS!（出演：南城大輔。月 - 金曜 11:00 - 13:00）[251]
  - bre:eze（出演：イレーネ。月 - 金曜 15:00 - 17:00）[251]
  - Live Dragons!（月 - 金曜 17:15 - 19:00）[251]
- 27日 - urban jazz night with diskunion（出演：村上和宏。火 - 金曜 21:00  - 21:40）[251]

朝日放送ラジオ
- 30日（29日深夜） - 今村翔吾×山崎怜奈の言って聞かせて（出演：今村翔吾、山崎怜奈。金曜<木曜深夜> 1:30 - 2:00）[252]
- 30日 - きっちり!まったり!桂吉弥です（出演：桂吉弥、塚本麻里衣。金曜 9:00 - 12:00）[252]

エフエム大阪
- 7日 - All that Jazz♪（出演：曽田あくら。水曜 20:00 - 20:30）[253]

ラジオ関西
- 5日（4日深夜） - ブクロフライ!!! by stand.fm（出演：東ブクロ（さらば青春の光）、パンプキンポテトフライ。月曜<日曜深夜> 0:00 - 0:30）[254]

エフエム山口
- 3日 - 枡田絵理奈のLFB RADIO 〜LIFE 応援委員会〜（出演：枡田絵理奈。土曜 12:00 - 12:30）[255]

RKB毎日放送
- 26日 - #さえのわっふる（出演：武田早絵（月 - 木曜）、光ママ（しゃかりき）（月曜）、原ノコシ（とらんじっと）（火曜）、安岡信一（唄人羽）（水曜）、樋口聖典（木曜）。月 - 木曜 13:00 - 16:00）[256]
- 27日 - #キューパレ 〜Kyushu Night Parade〜「そよかぜましおの今夜は増し増し」（出演：そよかぜましお（おりがみ）。火曜 19:00 - 21:00）[256]
- 28日 - #キューパレ 〜Kyushu Night Parade〜「King Of Radio」（出演：週替わり（太宰、インクルージョン、とらんじっと）。水曜 19:00 - 21:00）[256]
- 29日 - #キューパレ 〜Kyushu Night Parade〜「服部さやかのシュンすぎ」（出演：服部さやか。木曜 19:00 - 21:00）[256]
- 30日 - 坂田周大のいいねちょうだい（出演：坂田周大、HKT48（週替わりメンバー）。金曜 17:48 - 21:00）[256]

九州朝日放送
- 5日（4日深夜） - 村重杏奈の真夜中クラブ（出演：村重杏奈。月曜<日曜深夜> 1:20 - 1:30）[257]

大分放送
- 26日 - 大野タカシの今夜はラジオで（出演：大野タカシ。月曜 21:00 - 21:30）[258]
- 27日 - 令和音抄録!chillvoice（出演：あい（女子大学生）。水曜 21:00 - 21:30）[259]

琉球放送
- 3日 - マルユウグループプレゼンツ どアップ（出演：津波信一、首里のすけ。土曜 7:30 - 8:00）[260]

ラジオ沖縄
- 27日 - キムタツ×ひーぷー オキナワ・ジモトーク（出演：キムタツ、ひーぷー。火曜 19:30 - 20:00）[261]
- 29日 - Please Please Me（出演：田中正男。木曜 18:45 - 19:00）[261]
- 30日 - Watta! Itta!（出演：クワエリョウ。金曜 22:00 - 22:30）[261]

NRN
- 26日 - 宮本笑里のクラッシータイム（出演：宮本笑里、笠井美穂。山陰放送 ほか）[262]

### 2022年10月放送開始
ラジオNIKKEI第1放送
- 25日 - 支局記者が語る地域再生（出演：寺嶋由芙。火曜 12:00 - 12:30）[263]

NHKラジオ第1放送
- 1日
  - 古家正亨のPOP A（出演：古家正亨、ジェジュン（月1）。土曜14:05 - 14:55、15:05 - 15:55）[264]
  - らじるセレクト（土曜 16:05 - 16:55）[264]

北海道放送
- 1日 - ウチらの時代（出演：糸賀舜、堀内美里、本間吏成、大竹彩加。土曜 18:00 - 19:00）[265]
- 7日 - 金曜反省会（出演：HBCアナウンス部（週替わり）。金曜 17:45 - 18:30）[265]
- 8日 - 平野龍一のミライの扉（出演：平野龍一。土曜 13:30 -13:45）[265]
- 10日（9日深夜） - 洋楽のじかん（出演：MCヤマー。月曜<日曜深夜> 1:30 - 2:00）[265]

STVラジオ
- 1日 - すすきのの（出演：根本悠（ゴールデンルールズ）、坂田広之。土曜 22:30 - 23:00）[266]

エフエム北海道
- 2日 - ウポポイラジオ（出演：森基誉則、関根摩耶。日曜8:00 - 8:30）[267]
- 3日 - JR貨物 presents Sound of Train（月 - 金曜 23:55 - 翌0:00）[267]
- 4日 - EIMAY STATION（出演：EIMAY。火曜 19:30 - 20:00）[267]

エフエム・ノースウェーブ
- 4日（3日深夜） - トイズキング presents お宝 de SHOW!（出演：ちゃぼ。火曜<月曜深夜> 1:00 - 1:30）[268]
- 6日（5日深夜） - LIVING FOR TODAY 〜今心CHILD〜（出演：中田雅史、遠藤夕幻。木曜<水曜深夜> 1:00 - 1:30）[268]
- 7日（6日深夜）札駅前ヨコノリスタイル」（出演：マクシーン。金曜<木曜深夜> 1:00 - 2:00）[268]

エフエム岩手
- 7日 - FRIDAYそのミン（出演：古山そのみ。金曜 13:30 - 15:55）[269]

東北放送
- 1日 - 土曜3時はラジオジョッキー（出演：ロジャー大葉。土曜 14:55 - 17:00）[270]
- 5日 - tbc-radio What’s new!（水曜 18:00 - 18:20）[270]

エフエム仙台
- 3日 - SESSION!!〜AYAME EDITION〜（出演：AYAME（AliA）。月曜 21:30 - 21:55）[271]

エフエム秋田
- 4日 - さらさ☆福祉ラジオ（火曜 14:40 - 14:50）[272]

TBSラジオ
- 1日 - 工具大好き（出演：高野倉匡人、川瀬良子。土曜 16:30 - 17:00）[235]
- 2日（1日深夜） - 俺達には土曜日しかない（出演：綾小路翔。日曜<月曜深夜> 0:00 - 1:00）[273]
- 2日
  - 公益財団法人 日本尊厳死協会 Presents My LIFE! My CHOICE!!（出演：安東弘樹。日曜 5:00 - 5:30）[235]
  - 飯沼愛の「明日、恋するために…」（出演：飯沼愛。日曜 12:45 - 12:58）[235]
  - Adam byGMO presents ゲージュツ爆発チャンネル!（出演：月替わり。日曜 18:00 - 18:30）[235]
  - 脳盗（出演：TaiTan（Dos Monos）、玉置周啓（MONO NO AWARE）。日曜 20:30 - 20:55）[235]

文化放送
- 2日 - 鴨の音（出演：中井和哉 ほか。日曜 20:00 - 20:30）[236]

ニッポン放送
- 1日
  - ラジオペナントレースNEXT powered by ニッポン放送ショウアップナイター（出演：煙山光紀、週替わりメンバー。土曜 17:50 - 19:00）[237]
  - オールナイトニッポンPremium（出演：週替わり。土曜 19:00 - 21:00）[237]
  - いぎなり東北産・橘花怜のスタプラアイドルラジオ（出演：橘花怜（いぎなり東北産）。土曜 21:20 - 21:30）[274]
- 2日 - くじライブプレゼンツ BOYS AND MENの楽勝!有楽町（出演：BOYS AND MEN。日曜 20:20 - 20:40）[275]
- 3日 - =LOVEのイコラフ（出演：=LOVE。月曜 19:40 - 20:00）[276]
- 7日 - 朝日奈央のナイスフライデー（出演：朝日奈央。金曜 21:30 - 21:50）[237]

InterFM897
- 5日（4日深夜） -  ネオジャポのFight For The Radio（出演：NEO JAPONISM。水曜<火曜深夜> 0:00 - 0:30）[277]
- 6日（5日深夜） - #V系って知ってる?（出演：山内秀一。毎月第1木曜<水曜深夜> 1:00 - 2:00）[278]
- 6日 - クリエイトークまで 3・2・1!（出演：Akira Sunset、321ライバー。木曜 23:30 - 翌0:00）[279]
- 7日 - 永野とミッキーのLIVE BUZZ（出演：永野、Mickey。金曜 15:00 - 16:00）[280]

エフエム東京
- 1日 - RELAX WORLD presented by クロア（出演：浜崎美保。日曜<土曜深夜> 2:30 - 3:00）[281]
- 2日 - みねじか supported by niconico（出演：峯岸みなみ、長井短。日曜 20:00 - 20:30）[281]
- 3日 - どっちの Cat or Dog（月 - 木曜 22:55 - 23:00）
- 5日 - マイメロディとひみつのお部屋（出演：マイメロディ、眉村ちあき。水曜日 20:20 - 20:25頃〔Roomie Roomie!内〕）[281]
- 7日 - 川崎鷹也 MAGIC NOTE（出演：川崎鷹也。金曜 12:30 - 12:55）[281]

J-WAVE
- 1日 - MILLION BILLION（出演：BE:FIRST。土曜 17:00 - 17:54）[282]
- 3日
  - JUST A LITTLE LOVIN'（出演：長井優希乃。月 - 木曜 5:00 - 6:00）[282]
  - GRAND MARQUEE（出演：タカノシンヤ、藤原麻里菜。月 - 木曜 16:00 - 19:00）[282]

アール・エフ・ラジオ日本
- 4日（3日深夜） - .BPMの月曜からドット話しましょう powered by MUSIC PLANET（出演：.BPM。火曜<月曜深夜> 0:30 - 1:00）[283]

ベイエフエム
- 2日 - D’s Cafe supported by ディズニー★JCB カード（出演：宮島咲良。日曜 11:40 - 12:00）[284]
- 6日 - 平祐奈の凸凹ラジオ（出演：平祐奈。木曜 23:00 - 23:27）[285]

エフエムナックファイブ
- 1日
  - すみれのナイスショット!（出演：和田純怜。土曜 6:50 - 7:00）[286]
  - sajiのみぞ知るセカイ（出演：ヨシダタクミ（saji）。土曜 21:00 - 21:30）[286]
- 4日（3日深夜）
  - 安藤笑のスナック安藤（出演：安藤笑(Ange☆Reve)。火曜<月曜深夜> 1:40 - 2:00）[286]
  - Gaming With You（出演：澁谷梓希。火曜<月曜深夜> 2:40 - 3:00）[286]
- 4日 - なきごと水上のなきごとごとききな!（出演：水上えみり。〔FAV FOUR 火曜内〕）[287]

横浜エフエム放送
- 1日 - プラする（出演：高島麻衣子。土曜 5:30 - 6:00）[288]
- 2日 - ALFALINK presents RADIO LINK（出演：小林千鶴。日曜 12:30 - 13:00）[289]
- 4日 - E★K radio 火曜日のシンピナイト（出演：SHIN WONHO。火曜 23:30 - 翌0:00）[290]

茨城放送
- 1日
  - LUCKY OUTDOOR STYLE〜ローカルハイクを楽しもう〜（出演：大内征。土曜 20:00 - 20:30）[247]
  - わがままバイクライフ（出演：大森雅俊、山口あや。土曜 20:30 - 21:00）[247]
- 2日 - Lucky Music Selection（日曜 17:45 - 18:00）[247]

エフエム栃木
- 1日 - 音楽のミナテラスとちぎ（出演：高賀茂沙緒里。土曜 8:25 - 8:55）[291]
- 6日 - 上鈴木兄弟の「たのしいことばかりありますように（出演：上鈴木兄弟。木曜 20:30 - 21:00）[292]

エフエムラジオ新潟
- 3日 - 五泉に決めよう! ひゃんでいいまち（出演：田邊正幸市長、斉藤瞳。月曜 12:30 - 12:50）[293]

富山エフエム放送
- 3日 - ヨリミチトソラ（出演：タナベマサキ（月・火曜）、田島悠紀子（水・木曜）。月 - 木曜 16:20 - 19:00）[294]
- 6日 - 橋本せいな・コンプレッサーのぷぷぷラジオ（出演：橋本せいな、コンプレッサー。木曜 21:30 - 22:00）[295]

山梨放送
- 1日 - HASSY'S MESHI（出演：橋爪勇樹。土曜 11:10 - 〔Bloomin’〕内）[296]
- 7日 - 奏佑のBRASS BATON 熱くなれ 吹奏楽（出演：奏佑。金曜 18:00 - 18:30）[297]

エフエム富士
- 1日 - ミライラジオ 〜日本の文化人・事業家を幅広く知り、伝え、応援するプロジェクト（出演：二瓶有加。土曜 23:00 - 23:30）[298]
- 2日
  - おんなのひとのはなし（出演：吉川千明、北原みのり。日曜 10:00 - 10:30）[298]
  - MUSiC HUNGRY（出演：柏原収史、天野なつ。日曜 11:00 - 12:00）[298]
  - 白石恭子のミュージックライブカフェ（出演：白石恭子、白須慶子。日曜19:00 - 19:30）[298]
- 3日
  - T-BOLAN 森友嵐士のレディオフロンティア（出演：森友嵐士。月曜 12:05 - 12:35）[298]
  - GIRLS♡GIRLS♡GIRLS =FULL BOOST= FREE ALL ExWHYZ（出演：ExWHYZ。月曜 20:00 - 20:56）[298]
  - GIRLS♡GIRLS♡GIRLS =flying high= Peel the AppleのGirly Time!（出演：Peel the Apple。月曜 23:30 - 翌0:00）[298]

信越放送
- 3日 - ラジオのんちん倶楽部〜昭和40年代生まれの男（オレ）たち〜（出演：大久保ノブオ（ポカスカジャン） 。月曜 19:00 - 19:30）[299]
- 8日 - もう中学生のおラジオ中（出演：もう中学生。土曜 21:30 - 22:00）[299]

CBCラジオ
- 1日
  - ザキオカ×スクランブル（出演：山崎怜奈、永岡歩。土曜  16:15 - 16:45）[250]
  - 梅原裕一郎 Saturday Machiavellism night（出演：梅原裕一郎。土曜 23:30 - 翌0:00）[250]

東海ラジオ放送
- 1日 - Connect929（出演：平松伴康。土曜 14:00 - 17:00）[251]
- 2日（1日深夜） - Music Submarine（出演：源石和輝。日曜<土曜深夜> 3:00 - 4:45）[251]
- 2日
  - Sound Park Sunday（出演：東海ラジオアナウンサー（第1週）、SHOKO（第2週）、東海テレビアナウンサー（第3週）、山口千景（第4週）。日曜 14:00 - 17:00）[251]
  - C.A.M.P.BASKET（出演：小島一宏。日曜 17:00 - 19:00）[251]
- 25日（24日深夜） - さだまさし レコードデビュー50周年記念番組「1時の鬼の魔酔い」（出演：さだまさし。火曜<月曜深夜> 1:00 - 2:00）[300]

岐阜放送ラジオ
- 3日 - Cross Time（出演：小沢典子。月曜 20:00 - 21:00）[301]
- 4日 - 仕事のあとのラジオGYM（出演：相川真一（火曜）、荒井美玖（水曜）。火・水曜 18:30 - 21:00）[302]

ZIP-FM
- 7日 - CRASH HOUSE（出演：若林詩恩、永田レイナ。金曜 19:00 - 21:00）

静岡放送
- 4日 - 野菜をMOTTO presents CHAT×CHAT（出演：鬼頭里枝、重長智子。火曜 17:45 - 18:00）[303]

静岡エフエム放送
- 1日 - 天玲美音・川﨑玲奈の、今夜も気分は麗しく（出演：天玲美音、川﨑玲奈。土曜 20:30 - 20:55）[304]
- 6日
  - FM Mars 〜ラジオ・ザ・プラネット〜（出演：川﨑玲奈。木曜 21:00 - 21:30）[305]
  - from ARGONAVIS アルゴナビスラジオクルーズ supported by ヴァイスシュヴァルツブラウ（出演：前田誠二、真野拓実。木曜 21:30 - 22:00）[306]
- 7日 - 野菜をMOTTO presents おかえりマルシェ（出演：kainatsu。金曜 18:30 - 18:55）[307]

朝日放送ラジオ
- 3日 - 笑い飯哲夫のしんぶん教室（出演：笑い飯 哲夫、小寺右子。月曜 17:25 - 17:55）[252]
- 7日（6日深夜） - Sky presents こちらQuizKnock放送部（出演：ねお、QuizKnock。金曜<木曜深夜> 0:30 - 1:00）[252]

MBSラジオ
- 2日 - Mラジ Music Box（日曜 7:00 - 7:20）[308]
- 8日（7日深夜）
  - 還暦大学院生のあなたの挑戦聞かせてください（出演：岡田信樹、佐藤桃子。土曜<金曜深夜> 1:30 - 2:00）[308]
  - 諏訪部順一×石原慎也 Voice Pallet（出演：諏訪部順一、石原慎也（Saucy Dog）。土曜<金曜深夜> 2:00 - 2:30）[308]

FM802
- 3日 - FM802 アコム Somethin'New（出演：樋口大喜。月 - 木曜 17:51 - 18:00）[309]

FM COCOLO
- 7日 - FRIDAY NIGHT JUNCTION（出演：光永亮太。金曜 18:00 - 20:00）[310]

エフエム大阪
- 7日
  - バリバリバリューズ（出演：山本かずせい、谷口キヨコ。金曜 11:30 - 11:55）[311]
  - SOPHIA 松岡充のreturn to OSAKA～本当に進化したのか?!〜（出演：松岡充。金曜 21:00 - 21:25）[312]

ラジオ関西
- 1日
  - 寺谷一紀のケンコー法師（出演：寺谷一紀。土曜 20:00 - 21:00）[313]
  - 中嶋孝典の樹脂ライフ〜The Life Is Plastic〜（出演：中嶋孝典、岡野多香子。土曜17:40 - 17:45）[313]
- 2日
  - まんてんキャンプ部（出演：笑福亭鉄瓶、塩田えみ。日曜 9:30 - 9:45）[313]
  - 経験者から学ぶ“ひきこもり”支えあうための一歩〜神戸ひきこもり支援室　市民向け講演会〜（日曜 18:30 - 18:45）[313]
  - Story Voice〜100年繁盛を目指して奮闘する、ちょっといい話〜（出演：上村英樹、堀川秋夫、向井玄人、遠山雅昭、平見聖咲子。日曜 18:45 - 19:00）[313]
- 3日（2日深夜） - 平野里沙のLet's fight（出演：平野里沙。月曜<日曜深夜 2:00 - 2:20）[313]
- 4日
  - 玉置浩二になりたくて（火曜 21:15 - 21:30）[313]
  - 生駒尚子のガンバッ天然!（出演：生駒尚子。火曜 21:45 - 22:00）[313]
- 5日 - ラジオドラマ「ラジドラ☆パラダイス」（水曜 18:50 - 19:00〔60TRY部 水曜内〕）[313]
- 6日 - セケンテー/ぼくらは囚われない（出演：CEOセオ。木曜 20:30 - 21:00）[313]

京都放送
- 1日 - ももの桃源郷（出演：もも。土曜 18:00 - 19:00）[314]

エフエム京都
- 5日 - CHILL 90's EMOTION（出演：あさちる。水曜 23:00 - 翌0:00）[315]

和歌山放送
- 1日 - 京太郎の噂の歌謡曲（出演：京太郎。土曜 5:00 - 5:30）[316]

山陰放送
- 2日 - オキシジェンのラジオスープレックス（出演：オキシジェン、荒木美帆。日曜 20:00 - 20:30）[317]

エフエム山陰
- 25日 - 中尾真亜理の月間FMお嬢（出演：中尾真亜理。毎月最終火曜 21:00 - 22:00）[318]

中国放送
- 8日 - ザ・ギース尾関高文とOCHA NORMA広本瑠璃の年の差ラジオ（出演：尾関高文（ザ・ギース）、広本瑠璃（OCHA NORMA）。土曜 20:00 - 20:30）[319]
- 9日
  - ダイソーPresents 3時のヒロイン プチプラに恋してる（出演：3時のヒロイン。日曜 11:45 - 12:00）[320]
  - 船井美玖と宇都宮未来のラジオ編集会議（出演：船井美玖、宇都宮未来。日曜 21:30 - 21:55）[320]

広島エフエム放送
- 1日 - margin work presents たきもとあきらの WE ARE OPEN!!（出演：たきもとあきら。土曜 8:30 - 8:55）[321]
- 6日 - みんなの五十路 MY WAYS（出演：明田周士、藤井香苗。木曜 18:30 - 18:55）[321]
- 7日
  - 奈央とノリさんのLiving with Music（出演：希元奈央、ノリさん。金曜 6:15 - ）[321]
  - Premium Car Sound Gallery supported by Katakami Auto（金曜 12:55 - 13:00）[321]

エフエム山口
- 3日 - FMY DayColors（出演：池田モト（月曜）、瀬来未央（火曜）、小田芽生（水曜）、池田桂子（木曜）、山田香織（金曜）。月 - 金曜 7:30 - 11:00）[322]
- 7日
  - スポ天!やまぐち（出演：金光一昭、トクダトモヨ。金曜 13:30 - 14:55）[322]
  - Someday（出演：礒部俊哉、兼頭のぞみ。金曜 15:00 - 18:55）[322]

南海放送
- 4日 - 伊予暮らしのヒノボリラジオ（出演：ヒノボリくん。隔週火曜 11:45 - ）[323]

エフエム愛媛
- 2日 - アン☆トレ（出演：えひめ学生起業塾。日曜 8:30 - 8:55）[324]
- 3日
  - 一平くんのゲコゲコ相談室（出演：一平くん。月曜 11:40 - 11:55）[325]
  - JOEU-FM Hot Picks（出演：正岡省吾（月 - 水曜）、岩渕敏司（木 - 金曜）。月 - 木曜 7:30 - 8:00、金曜 7:30 - 7:55）[326]
  - Night Cruising（出演：中岡りょういち。月曜 21:00 - 21:50）[327]

高知放送
- 3日 - なないろクレヨンUoK!（出演：高知県の大学生。月曜 19:00 - ）[328]

RKB毎日放送
- 1日 - 中島知子の黄昏歌謡曲（出演：中島知子。土曜 16:00 - 17:00）[256]
- 2日 - 冨士原圭希 日曜のウラ（出演：冨士原圭希。日曜 10:00 - 10:10）[256]
- 24日（23日深夜、予定） - ピーターの糸島大好き!いとしまにあ（出演：池畑慎之介、川上政行。第4月曜<日曜深夜> 0:00 - ）[329]

ラブエフエム国際放送
- 3日 - シド マオの"Your morning color"（出演：マオ（シド）。月 - 金曜 10:50 - ）[330]

長崎放送
- 3日 - nostalgic music cafe（月曜 20:00 - ）[331]

エフエム長崎
- 2日 - イズミファニチャーVOICE（出演：高森順子。日曜 14:55 - 15:00）[332]

大分放送
- 1日 - 土イチ de Much on!（出演：小田崇之、ギャル大臣。土曜13:00 - 15:00）[333]

エフエム熊本
- 3日
  - FMK poppin'breakfast（出演：マッキー（月 - 火曜）、緒方仁深（水 - 木曜）。月 - 木曜 7:30 - 10:34）[334]
  - FMK InStyle（出演：KANA（月 - 火曜）、森田真奈美（水 - 木曜）。月 - 木曜 11:30 - 13:00）[334]
- 7日
  - FMK poppin'breakfast Friday（出演：冨田浩二。金曜 7:30 - 10:29）[334]
  - FMK Big onster（出演：MEG、英太郎。金曜 12:00 - 14:34）[334]
  - FMK Sounds Great!（出演：樫山結。金曜 16:00 - 16:55）[334]

ラジオ沖縄
- 1日 - あなたとニー（根）コネクト（出演：高江洲牧子。土曜 17:45 - 18:00）[261]
- 7日 - うちなー ゆんTAKA〜!（出演：TAKA、大城優紀。金曜 18:30 - 19:00）[261]

エフエム沖縄
- 1日 - Mako's Music Wave（出演：Mako。土曜 20:40 - 20:55）[335]

NRN
- 1日 - フィロソフィーのダンス・奥津マリリのこっそりやってまラジオ（出演：奥津マリリ（フィロソフィーのダンス）。南海放送 ほか）[336]

JFN
- 1日
  - Flip The Records 〜B面でも恋をして!〜（出演：チャッピー加藤、島倉りか（BEYOOOOONDS）。エフエム群馬 ほか）[337]
  - Juri’s Favorite Note（出演：上野樹里。エフエム青森 ほか）[337]
  - イナズマロックレディオ（出演：西川貴教。エフエム滋賀 ほか）[337]
  - From Athlete!（出演：萩野公介、髙木菜那、ミノルクリス滝沢。土曜 6:00 - 9:00）[337]
- 5日 - FUTURES 池坊専宗3.0（出演：池坊専宗。水曜 5:30 - 6:00）[338]

### 2022年11月放送開始
ラジオNIKKEI第1放送
- 1日 - 相場師朗の株は技術だ!（出演：相場師朗、金井憧れ 他。火曜 18:00 - 18:30）[339]
- 4日 - マネーのカラクリ（出演：上田渉。金曜 7:30 - 7:45）[340]

エフエム秋田
- 9日 - 一足.com（出演：古谷昌之。水曜（第1週を除く） 18:30 - 18:55）[341]

InterFM897
- 3日 - TOYOITE（出演：難波遥。木曜 20:30 - 21:00）[342]
- 7日 - Tech Ark（出演：Shaula。月曜 20:00 - 20:30）[343]
- 10日（9日深夜） - TRENDY PICKUPS BY RISA & RORO（出演：RISA KUMON、RORO。第2木曜<水曜深夜> 1:00 - 2:00）[344]

ニッポン放送
- 10日 - 橋本直と鈴木真海子のCROSSPOD（出演：橋本直（銀シャリ）、鈴木真海子（chelmico）。木曜 20:30 - 21:00）[345]

エフエム富士
- 1日 - FM FUJIつば男NIGHT（出演：CUBERS、THE SUPER FRUIT、世が世なら!!!。火曜 19:00 - 19:54）[346]
- 30日 - 双松桃子の『今日なに食べる?』（出演：双松桃子。最終水曜 12:05 - 13:00）[347]

MBSラジオ
- 3日 - 夕凪カベポスター（出演：カベポスター。木曜 18:00 - 20:00）[348]

大阪放送
- 1日 - 中町JPとジュキヤのチョメチョメ倶楽部（出演：中町JP、ジュキヤ。火曜 22:30 - 23:00）[349]

エフエム大阪
- 5日 - mizuiro ind LIGHT BLUECAFÉ（出演：石井杏奈。土曜 20:00 - 20:30）[350]

ラジオ関西
- 5日 - DJ KOO × REBOOT THE WORLD（出演：DJ KOO。土曜 17:00 - 17:30）[351]

### 2022年12月放送開始
interfm897
- 6日（5日深夜） - namiノリ★K-POP（出演：nami、RICK(buzz K)。火曜<月曜深夜> 0:30 - 1:00）[352]

エフエム愛媛
- 6日 - LONGMANの楽屋（出演：LONGMAN。火曜 21:00 - 21:30）[353]

## 終了番組

### 2022年1月放送終了
ラジオNIKKEI第1
- 31日 - シューカツHANGOUT![354]

### 2022年3月放送終了
NHKラジオ第1放送
- 12日 - 歌え!土曜日 Love Hits[355]
- 13日 - あにげっちゅ[356]
- 31日 - 中山秀征のクイズイマジネーター[357]

ラジオNIKKEI第1
- 31日
  - こだわりセットリスト[358]
  - こちカブ

北海道放送
- 25日 - きく!しる!そだつ!育成型ライブアプリFledge!![66]
- 27日（26日深夜） - ティーンリスナー獲得プログラム!ワンチャンレディオ[66]

STVラジオ
- 21日
  - 村岡啓介 Re:Fresh![67]
  - 白川安彦のハッピー・GO・ラッキー[67]
- 24日 - OTO Marche'[67]
- 25日 - 聖ヨウジ学園[67]
- 26日
  - 八幡淳の北海道ソムリエ[67]
  - 部活の太陽
- 27日
  - 供養の心・やさしい話[67]
  - D-tunes　
  - コメディアン・ラプソディ[67]
  - なまらぶ♡[67]
  - THE武田組のよるだちHYPER![67]

エフエム北海道
- 17日 - LUV TRACKS[68]
- 25日 - サイダーガール 知のイマレコ[359]
- 26日 - こちら札幌市中央区大通公園前時計台ビル派出所[68]
- 27日（26日深夜） - 真夜中にジワる[68]
- 31日 - BRAND-NEW SONG[68]
- 30日
  - find out[68]
  - Dig link〜ディグリンク〜[68]

エフエム・ノースウェーブ
- 25日 - GOGO RADIO FRIDAY[69]
- 27日 - MUSIC PLANET presents NORTH★PLANET[69]
- 28日（27日深夜） - Carry On Tuning[69]
- 29日 - Ceru 8mm Radio[69]
- 31日（30日深夜） - やすと横澤さんと民泊〜北海道ワーケーションライフ〜[69]
- 31日
  - GOGO RADIO[69]
  - XROSS JAM[69]

エフエム青森
- 31日 - Ao-Mor-Ning[360]

IBC岩手放送
- 22日 - デジタルニュース・ラボ[38]
- 25日 - ゲツキンライブ1745[38]
- 26日
  - 大島花子しあわせの花[38]
  - 村松文代のフォア〜♪[38]
  - 名字の言[38]
  - アンダーエイジの気分は爽快!シャキッとラジオDX[38]

東北放送
- 16日 - 今宵集まれ!みんなのラジオ[39]
- 21日 - BIG BANG HOUR[39]
- 22日 - Buzz Night Plus[39]
- 24日 - 福井弘文 音楽漂流記[39]
- 26日 - おながわなう。[39]

エフエム山形
- 11日 - みんなdeみんわ[361]

TBSラジオ
- 24日
  - 伊集院光とらじおと[362]
  - プレイステーション presents ライムスター宇多丸とマイゲーム・マイライフ[363]
  - 梶裕貴 声のひとさじ[364]
- 26日
  - おぎやはぎのクルマびいき
  - 週末ノオト
  - 大沢悠里のゆうゆうワイド土曜日版[365]
- 27日 - らんまんラジオ寄席[366]

文化放送
- 18日
  - 町亞聖 みんなにエール![367]
  - 白石聖のわたくしごとですが…[368]
- 22日
  - りゅうとのchocoっとラジオ[369]
  - 矢野・小南 絵物語WA-GEI[370]
- 25日 - 斉藤一美 ニュースワイドSAKIDORI!
- 26日
  - A&Gリクエストアワー 阿澄佳奈のキミまち!
  - サッポロー番 presents 諏訪部順一のひとてまラジオ!![371]
- 27日
  - シャングリラ
  - FUN'S PROJECT LAB[372]
- 28日（27日深夜）
  - 内山夕実 朝井彩加のドラガリアロスト ラジオのお庭[373]
  - 小倉唯のyui*room[374]
- 28日 - さだまさし セイ!シュン49.69[375]
- 31日 - くにまるジャパン 極

ニッポン放送
- 4日 - 古舘伊知郎のオールナイトニッポンGOLD
- 20日 - NON STYLEと峯岸みなみのフリースタイルジャーニー[376]
- 21日 - SOMETIME'Sのアップアップガーリック[377]
- 22日 - Little Black Dress 黒いワンピース[378]
- 23日 - BAND-MAID NIPPON[379]
- 24日 - 浦井健治のDressing Room[380]
- 27日（26日深夜） - 水溜りボンドのオールナイトニッポン0(ZERO)[381]
- 27日
  - 刀剣乱舞2.5ラジオ[382]
  - MANKAI STAGE『A3!』ラジオ[383]
- 28日 - ARGONAVIS ナビゲーターラジオ[384]
- 29日（28日深夜）
  - ENHYPENのオールナイトニッポンX[385]
  - ファーストサマーウイカのオールナイトニッポン0(ZERO)[385]
- 30日（29日深夜） - YOASOBIのオールナイトニッポンX[386]

InterFM897
- 26日
  - REAL SPORTS[387]
  - インスパ[388]
- 27日（26日深夜） - Newspeak presents "Interspeak Radio"[389]
- 27日 - TALKIN' ON SUNDAY[390]
- 28日
  - My Wedding Story[391]
  - イオンウォーター presents トトラジ シーズン2[392]
- 29日（28日深夜）
  - KAWAII MUSIC presents おこめとかんなのとびきり!Buzz Music[393]
  - たかぴぃのクリエイターズミッドナイト[394]
- 29日 - Kicks Lounge[395]
- 30日（29日深夜） - Non Stop Radio〜真夜中の無料案内所〜[396]
- 31日
  - BE AT TOKYO[397]
  - JamFlavorのJ major 7th[398]

エフエム東京
- 20日 - 村上RADIO プレスペシャル[399]
- 25日
  - ALL-TIME BEST FRIDAY[400]
  - 内田理央の 明日、なに着よ?[401]
  - 星のドラゴンクエスト presents 日向坂46 佐々木美玲の「ホイミーぱん」[402]
- 29日 - GRANRODEOのまだまだハートに火をつけて[403]
- 31日 - ニュースサピエンス[404]

J-WAVE
- 25日 - WOWOW MUSIC // POOL[405]
- 26日（25日深夜） - Lypo-C DESIGN ENERGY[406]
- 26日
  - TOYOTA DRIVE IN JAPAN[407]
  - #LOVEFAV[408]
  - ROPPONGI PASSION PIT[409]
- 27日 - MAKE MY DAY[410]

アール・エフ・ラジオ日本
- 18日
  - 60TRY部 金曜日[411]
  - アップアップガールズ(仮)のガチアゲフィーバー![412]
- 26日 - 佐武宇綺の宇宙を綺麗にするラジオ[413]
- 27日
  - ≠ME 鈴木と冨田のりんりん7![414]
  - ≠ME 永田詩央里の公認ラジオ[414]
  - Gacharic Spin アンジェリーナ1/3の「アンジェネレーションラジオ」[415]
- 30日
  - きのん・みさき・せいらのビビビ☆トレンド局[416]
  - 大矢・高見のしゃべりスタ![注 1]
- 31日
  - 60TRY部 木曜日[411]
  - Chuning Candy Tune Up Party!![417]

ベイエフエム
- 25日
  - 金つぶ[418]
  - 宗悟ズ Neighborhood[419]
- 26日（25日深夜） - ホントのハナシ[420]
- 28日（27日深夜） - iからはじまるストーリー[421]
- 29日（28日深夜） - 佐藤ミキの名もないラジオ[422]
- 29日 - Goodnight Moon[423]
- 31日 - The BAY☆LINE

エフエムナックファイブ
- 27日 - びーさんぼーいず〜Be SUNDAY BOYS〜[424]
- 28日（27日深夜） - すももも百香ももものうち〜ももラジ〜[425]
- 28日 - 週刊!Ranマガジン[426]

横浜エフエム放送
- 26日
  - JA Fresh Market[427]
  - BUZZ STUDIO[428]
- 28日 - Starry☆彡Forest[429]
- 30日（29日深夜） - たまらなく、AOR[430]
- 30日 - YOKOHAMA RADIO APARTMENT「踊っちゃわNight!?」[431]
- 31日（30日深夜） - ミッドナイトかくれんぼ[432]

茨城放送
- 23日 - すいたんすいこうのすいすい水曜茨城愛[433]

エフエム群馬
- 29日 - 3時のシゴトニン[434]

新潟放送
- 26日 -  蓮寿乃先生のお悩み相談[102]
- 27日 - 長谷川玲奈の会いにきなせや[102]

エフエムラジオ新潟
- 28日（27日深夜） - 出来心の聴いてくれる人がいないと終わっちゃう!?ラジオ[435]
- 28日
  - VIP Group presents とんでこはりん[436]
  - FIGUEROA NIGHT[437]
- 29日 - Gottcha!!（夜）[438]

エフエム富士
- 26日
  - BODY MAKE CLUB[439]
  - TA女子のとりあえずラジオやってみようよ！略して『とりラジ』[440]
- 27日 - リアクション ザ ブッタのMUSIC CLUB ROOM[441]
- 28日 - FES☆TIVE 青葉ひなり「ひなりんのよるらじ!!」[442]

信越放送
- 19日 - 成美と慎一のドリームミーティング![443]

長野エフエム放送
- 25日 - 346 GROOVE FRIDAY[444]

CBCラジオ
- 21日 - 名古屋おもてなし武将隊 戦国音絵巻[445]
- 23日 - 祭nine.です。[446]
- 26日
  - RADIO MIKU EX[447]
  - 太廊のジョブナイ[448]
- 29日（28日深夜） - ONE N' ONLYのEBiDAN THE RADIO[449]

東海ラジオ放送
- 12日 - ぜんじろう Radioshow[450]
- 20日
  - ねね・のりこのアオハルみゅ〜じっく♪[451]
  - Sound Park Sunday[452]
- 21日 - dela ding dong![453]
- 25日 - つばきファクトリーのキャメリアナイト[454]
- 26日
  - きくち教児の楽気!DAY[455]
  - 流れ星のながらじお![456]
  - 放課後Hi⭐︎Five[457]
- 27日（26日深夜） - BEYOOOOONDSのビヨ〜〜〜〜〜ンっと飛び越えナイト![458]
- 27日
  - 1・2・3 四日市メガリージョン!!4[459]
  - 響子の本気でナイト[460]
  - 海蔵亮太 リョウタのカタチ[461]
  - SKE48の1×1は1じゃないよ![462]
- 28日（27日深夜）
  - 祭nine.の祭の祭り![463]
  - ゴスペラーズ黒沢薫 ぽんラジオ[464]
- 28日
  - 高校ラジオクラブ

ZIP-FM
- 26日
  - WAKEY WAKEY[465]
  - FUNNY BUDDY[466]
  - SCK[467]
- 27日
  - MUSIC MASTER
  - TALKIN' CRUISIN'
- 31日
  - Rolling Out!
  - High! MORNING!
  - J-BREAK
  - Z-BIZ.
  - Mirror Park[468]

エフエム愛知
- 28日（27日深夜） - さくらガール笑顔満開[469]

エフエム岐阜
- 27日 - GIFU JAM[470]

静岡放送
- 26日
  - 満開ラジオ樹根爛漫[471]
  - テキトーナイト!![472]

静岡エフエム放送
- 27日（26日深夜） - Ritomo 電波上の二点間[473]
- 30日 - たなかまゆ・やまはき玲の「今宵はこれにて」[474]

朝日放送ラジオ
- 25日 - おはようパーソナリティ道上洋三です[475]
- 27日（26日深夜） - 澤田有也佳のこっそりラジオ[476]

MBSラジオ
- 7日 - ニュースなラヂオ[477]
- 27日 - 子供たちが住める地球へ[478]

大阪放送
- 25日 - 週末ワイド ラジオ産経[479]
- 26日
  - みゆとたかおの直球ボイス![134]
  - 里見まさとのおおきに!サタデー[480]
- 31日（30日深夜） - チキチキジョニーのいただきました! 30分![481]

FM802
- 26日 - LANTERN JAM TIMES[482]

エフエム大阪
- 30日 - 湊かなえの「ことば結び」[483]

ラジオ関西
- 25日 - よしもとのびしろアワー[484]
- 27日 - サンデーモーニングルーティーン日曜は夏子の集い[485]
- 28日（27日深夜） - さらば青春の光 東ブクロの学生芸人YOAKEMAE[486]
- 30日
  - 名曲ラジオ 三浦紘朗です[487]
  - 怪奇!YesどんぐりRPGのラジオばあちゃんの踊り場の間ん家のうさぎ[488]

兵庫エフエム放送
- 18日 - ベルマインツのラジオのしわざ[489]
- 25日 - (夜と)SAMPO のととのいステーション[490]
- 31日 - 4 SEASONS[144]

エフエム滋賀
- 26日 - Trunk![491]

京都放送
- 24日 - 26回のホら話[492]
- 27日 - 仁鶴の日曜想い出メロディー[493]

エフエム京都
- 27日 - LOVE REFLEXIONS![494]

広島エフエム放送
- 31日 - アヤノンスタイル[154]

四国放送
- 27日 - 日乃出ミュージックグラフ[495]

エフエム徳島
- 25日 - FRIDAY ON LINE - FIVE COLORS RADIO -[496]

エフエム香川
- 26日 - 私たちのそのまんまラジオ[497]

高知放送
- 24日 - 笑ジオ[498]

RKB毎日放送
- 20日 - わなびぃず![499]
- 21日（20日深夜） - 加隈亜衣と種﨑敦美のちかっぱしんけん![500]
- 24日 - 櫻井浩二 インサイト[501]
- 27日（26日深夜） - 鈴木愛理 あいりまにあRadio[502]

ラブエフエム国際放送
- 25日 - K-VIVES UP SHOW[503]
- 26日 - CAMPUS BEATS[504]
- 27日 - ＃てぃんぴー[505]

エフエム福岡
- 26日 - くまP〜レディオモール[506]
- 27日（26日深夜）
  - Star☆Princeのスターラジオ[507]
  - 空想モーメントL+のエルプラジオ[508]

熊本放送
- 月内（予定） - 居酒屋英太郎[509]

宮崎放送
- 26日 - 甲斐杏奈の今夜もcheck check![510]

エフエム鹿児島
- 31日 - アンテナ@beat!!〜ピピピ 〜[511]

JFN
- 26日 - レディークラウド[512][513]
- 28日 - OTOBAKO〜いつも心に音楽を〜[514]
- 30日 - FUTURES Sense of Wonder[515]
- 月内 - Joint&Jam 〜global dance traxx〜[516]

### 2022年4月放送終了
NHKラジオ第1放送
- 2日 - イチ押し 歌のパラダイス[517]

ニッポン放送
- 1日 - あの街この街純烈旅
- 5日（4日深夜） - 菅田将暉のオールナイトニッポン[518]

エフエム東京
- 1日（3月31日深夜） - 柏木由紀のYUKIRIN TIME supported by DAIYAME[519]

InterFM897
- 1日（3月31日深夜） - ちょっとラジオで喋ってみた[520]

ZIP-FM
- 1日（3月31日深夜） - popping night☆[521]

MBSラジオ
- 24日 - めっちゃ祭nine.[522]

大阪放送
- 1日 - KIREI NOTE Lounge[523]

JFN
- 1日（3月31日深夜） - ON THE PLANET[524]

アール・エフ・ラジオ日本
- 2日 - 「ラジオ日本NEXT」枠（廃止）

### 2022年6月放送終了
エフエム福島
- 28日 - #NORONOROTIMES[525]

InterFM897
- 28日 - ザ・グレンリベット presents はじまりのおと[526]
- 30日（29日深夜） - 夕闇に誘いし漆黒の天使達の「毒」[527]

兵庫エフエム放送
- 24日 - メンテナンスサロン巡りのき presents 美穂子と岬の「おしゃべりサロン」[528]
- 26日 - 高橋クリニック presents YUMIiQの今夜もBE HAPPY![529]

エフエム愛媛
- 26日 - ラジオ de たけやま[530]

### 2022年7月放送終了
ベイエフエム
- 1日（6月30日深夜） -  からかい上手の高木さん 深夜のニヤキュンラジオ[531]

### 2022年8月放送終了
エフエム東京
- 28日 - ギター・マガジン・レディオ[532]

南海放送
- 27日 - lyrical schoolのラジッパ[533]

### 2022年9月放送終了
北海道放送
- 19日（18日深夜） - snack SCRAMBLE[265]
- 25日 - 多恵子の今夜もふたり言[265]

STVラジオ
- 24日 - STVラジオ ラジオドラマGP[266]

エフエム北海道
- 24日 - さまふぇす[534]

IBC岩手放送
- 23日 - アフらじ予習タイム[535]

エフエム岩手
- 30日 - 夕刊ラジオ FRIDAY[536]

エフエム仙台
- 26日 - SESSION! 〜四星球EDITION〜[537]

TBSラジオ
- 23日 - 新米記者・松本穂香の研修ログ[538]
- 24日 - MeetUp[539]
- 25日 - サヘルの小部屋 ペルシャを語ろう[540]

文化放送
- 25日（24日深夜） - 柿原徹也・畠中祐 ボクらが君を幸せにするラジオ[541]

ニッポン放送
- 25日 - 戸田恵子 オトナクオリティ[542]
- 26日 - 26時のマスカレイド Emotional Nights[543]

Interfm897
- 24日
  - TOKYO DANCE PARK -THE GOLDEN AGE-[544]
  - ヒマラヤンVOICE〜聞く瞑想タイム〜[545]
  - Young Blood[546]
- 27日（26日深夜） - なこなこのミッドナイトルーティン[547]
- 28日 - UoC Mandala Radio[548]
- 30日 - Tokyo Scene[549]

エフエム東京
- 24日
  - いのちの森 voice of forest[550]
  - ほけんの窓口 森三中大島のそれ、聞いてみたら?[551]
- 25日（24日深夜） - ラジオでお給仕っ!めいどいん!の萌えチャージ♡[552]
- 25日 - 鈴村健一のアイスム 週末ダイニング[553]
- 28日（27日深夜） - Da-iCEのAuDee CONNECT[554]
- 29日 - 豆柴LOCKS![555]
- 30日
  - 川井郁子のUnframed notes[556]
  - YAZAWA LOCKS[557]

J-WAVE
- 24日 - MARUNOUCHI MUSICOLOGY[558]
- 29日
  - KURASEEDS[559]
  - GROOVE LINE[560]

ベイエフエム
- 26日（25日深夜） - おぐまい&スミのポップアップカルチャー[561]
- 29日 - よのなかばかなのよ[562]

エフエムナックファイブ
- 26日（25日深夜） - anzu no Bedroom Radio[563]
- 27日（26日深夜） - 達家真姫宝のまきほいくわよ![564]
- 27日 - Hakubiの火曜日[565]

茨城放送
- 23日 - 今夜はLucky Night マシコフライデー[566]
- 24日 - 髭・須藤寿の千波湖ちゃぷちゃぷ(仮)[567]

栃木放送
- 25日（24日深夜） - 和久井優のチョコくまぱんだ[568]

富山エフエム放送
- 29日
  - grace[569]
  - PASSION[570]

北陸放送
- 29日 - 竹村りゑの木曜日のブックマーカー[571]

エフエム富士
- 26日
  - 26時のマスカレイドのフジマスカレイディオ[572]
  - AKIARIMのALL IS WELL[573]
- 28日 - はらぺこバズラジオ[574]
- 30日 - #でぃーえすぴーえむろっくす[575]

CBCラジオ
- 24日 - 河西健吾 天﨑滉平 天河一品[576]
- 25日（24日深夜） - 亜咲花 Animetick Night[577]
- 26日 - AKB48 Team 8 今夜は帰らない...[578]

東海ラジオ放送
- 19日 - 山浦ひさしのドラゴンズステーション[579]
- 23日
  - 小島一宏 モーニングッド![580]
  - 源石和輝! 抽斗![581]
- 25日（24日深夜）
  - 7ORDER諸星翔希の青春ファンク[582]
  - 原田波人の全力ラジオ![583]
  - 辰巳ゆうとのYOUとピア〜あなたと一緒〜[584]
  - 彩青の”しゃべり者(もん)です”[585]
  - 田中あいみ はんなりラジオ[586]
- 25日
  - TOKYO UPSIDE STATION[587]
  - 歌謡曲主義[588]
  - 市川由紀乃の歌の贈り物[589]
  - 純烈だもの[590]
  - 真田ナオキの本気(マジ)で…!?[591]
  - 丘みどりのそばにいて♡[592]
- 26日 - 二所ノ関親方横綱人生道[593]

岐阜放送ラジオ
- 28日 - 小沢典子のコットンタイム[594]
- 29日 - 三輪一登のトワイライトミュージック[595]
- 30日 - スインギー奥田の音のソムリエ[596]

エフエム愛知
- 25日（24日深夜） - K2BAND × NONSENSE[597]
- 25日 - 矢野きよ実の無敵な日曜日[598]
- 28日 - YO!YO!YOSUKE・アヤノダガネのGOLD GENERATION[599]

ZIP-FM
- 30日 - DUAL DANCE BEAT[600]

朝日放送ラジオ
- 23日 - 横山太一のピカイチ☆ブランチ![601]
- 24日 - リアルをぶつけろ!ハッシュタグZ[602]
- 26日 - とびだせ!夕刊探検隊[603]

エフエム大阪
- 24日
  - サタ☆スポ[604]
- 28日 - Sky Zen Meditation[605]

ラジオ関西
- 24日 - 武田梨奈のこだわりな時間[606]

兵庫エフエム放送
- 29日 - キャリアシェアサービス shabell presents 槙野智章の夢しゃべるっ![607]

山陰放送
- 25日
  - ANOKORO[608]
  - みょ〜なラジオ[609]

岡山エフエム放送
- 24日 - STU48のあり!あり!Ario!![610]

広島エフエム放送
- 27日 - #PUSH（火曜日）[321]
- 30日 - しほティファイ[321]

エフエム山口
- 30日 - Happy Happy FRIDAY[611]

南海放送
- 23日 - WMPアンラヂ[612]

エフエム愛媛
- 25日 - ベストヒットえひめ[613]
- 26日
  - 愛媛からあげ王国化計画[614]
  - LONGMAN平井の言うてますけど![615]

RKB毎日放送
- 24日 - 土曜 de R。[616]

大分放送
- 22日 - とりまラジオ[617]

琉球放送
- 25日 - レ・ロマネスクTOBIの めんそ〜レレレ![618]

JFN
- 24日 - CITY GIRLS MUSIC[619]
- 26日 - 和楽器バンド 鈴華ゆう子の 日本が好きになっちゃうラジオ[620]
- 28日 - FUTURES 大前創希 BIRD VIEW[621]

### 2022年10月放送終了
InterFM897
- 29日 - さはしひろし[622]

エフエム東京
- 29日 - THE COMMITMENTS supported by BILLY'S[623]

CBCラジオ
- 29日 - ライラと今夜もケバりまShow!![624]

大阪放送
- 31日（30日深夜） - 阪口くんと釘宮さんのブックトラベラー[625]

### 2022年12月放送終了
ニッポン放送
- 16日 - 吉田拓郎のオールナイトニッポンGOLD[626][627]

ベイエフエム
- 29日（28日深夜） - bayb×3[628]

## 再開番組
InterFM897
- 1月3日 - 3月28日、イオンウォーター presents トトノウラジオ（出演：田邊駿一（BLUE ENCOUNT）。月曜 21:30 - 22:00）[629]

エフエム福岡
- 4月2日 - 匠の蔵 HISTORY OF MEISTER（出演：俵万智、花村勇作、成瀬薫。土曜 18:00 - 18:15）[630]

ラジオ沖縄
- 4月7日 - あきらキラキラ木曜日（出演：森田明。木曜 19:30 - 20:00）[179]

ラジオ関西
- 7月3日（2日深夜） - 大地・みなみのカレーチャーハン（出演：大地葉、篠田みなみ。日曜<土曜深夜> 1:00 - 1:30）[631]

アール・エフ・ラジオ日本
- 7月8日（7日深夜） - 佐武宇綺のもっと宇宙を綺麗にするラジオ（出演：佐武宇綺。金曜<木曜深夜> 0:00 - 0:30）[632][注 2]

エフエム大阪
- 8月6日 - 9月24日、幸せの黄色いラジオ[633][634]

中国放送
- 9月27日 - 夕刊Genaday（出演：伊東平（火曜）、唐澤恋花（水曜）、石田充（木曜）、小宅世人（金曜）。火 - 木曜 17:46 - 18:45）[320]
- 10月8日 - 松ちゃん大ちゃんふくふくサタデー（出演：松本裕見子、大松しんじ。土曜 13:00 - 14:55）[320]

文化放送
- 9月29日 - ナニモノ!（出演：週替わり。木曜 19:45 - 20:30）[635]

CBCラジオ
- 9月30日 - 戸井康成の金曜スクラッパー（出演：戸井康成、小林美鈴。金曜 19:00 - 21:00）[250]
- 10月2日 - STAR CLASSICS Radio（出演：小堀勝啓。日曜 18:00 - 18:30）[250]
- 10月22日 - トクサンRadio with ライパチビヨンド（出演：トクサン、ライパチ。月1土曜 15:05 - 16:00〔『若狭敬一のスポ音』内〕）[250]

新潟放送
- 10月1日 - ジャックポットのレディオジャック（出演：ジャックポット。土曜 17:00 - ）[636][注 3]

ニッポン放送
- 10月1日 - リトルブラックドレス 黒いワンピース（出演：リトルブラックドレス。土曜 21:00 - 21:20）[237]

エフエムナックファイブ
- 10月2日 - ちょいさき（出演：森本晋太郎(トンツカタン)、高田秋。日曜 18:00 - 21:00）[286]

朝日放送ラジオ
- 10月18日 - 
  - ラジオで虎バン!（出演：高野純一、関本賢太郎（火曜）、濱中治（水曜）、桧山進次郎（木曜）、週替わり（金曜）。火 - 金曜 18:00 - 19:00）[252]
  - 伊藤史隆のラジオノオト（出演：伊藤史隆、曽麻綾（火曜）、笑福亭松喬（水曜）、向井亜季（木曜）、なにわスワンキーズ（金曜）。火 - 金曜19:00 - 21:00）[252]

MBSラジオ
- 11月1日 - ヤングタウンNEXT（出演：滝音（火曜）、マユリカ（水曜）、ツートライブ（木曜）。火 - 木曜 21:00 - 22:00）[637]

## 番組名改題
北海道放送
- 1月2日より
  - 『OCHA NORMA 石栗奏美のHello! リアル☆スクール』（『ハロプロ研修生北海道のHello! リアル☆スクール』から改題）[638]

文化放送
- 3月28日より
  - 『長尾一洋 ラジオde経営塾』（『長尾一洋 孫子であきない話』から改題）[639]
- 3月29日より
  - 『ガキパラ〜NEXT STAGE〜』（『楽器学園〜ガキパラ〜』から改題）[44]

兵庫エフエム放送
- 4月1日より
  - 『ENERGY FRIDAY !!!』（『4SEASONS-ENERGY-』から改題）[144]

ニッポン放送
- 4月2日より
  - 『さまぁ〜ずのさまラジ』（『さまぁ〜ず三村マサカズと小島瑠璃子の「みむこじラジオ!」』から改題）[84]
- 4月5日（4日深夜）より
  - 『フワちゃんのオールナイトニッポン0(ZERO)』（『フワちゃんのオールナイトニッポンX』から改題）[84]
- 4月6日（5日深夜）より
  - 『ぺこぱのオールナイトニッポン0(ZERO)』（『ぺこぱのオールナイトニッポンX』から改題）[84]
- 4月12日（11日深夜）より
  - 『Creepy Nutsのオールナイトニッポン』（『Creepy Nutsのオールナイトニッポン0(ZERO)』から改題）[84]
- 10月10日（9日深夜）より
  - 『BreakingDown RADIO』（『やりやラジオ』から改題）[640]

エフエム東京
- 4月2日より
  - 『SPORTS BEAT supported by TOYOTA』（『TOYOTA Athlete Beat』から改題）[89]
  - 『東京海上日動 Side By Side』（『東京海上日動 Challenge Stories 〜人生は、挑戦であふれている〜』から改題）[89]
- 4月3日より
  - 『ASKA Terminal Melody』（『Terminal Melody』から改題）[641]
- 10月7日より
  - 『トーキョー・エフエムロヒー』（『平和不動産 presents CURIOCITY』から改題）[642]

福井放送
- 4月2日より
  - 『放課後☆LIVE CROSS』（『放課後☆LIVE』から改題）[643]

岐阜放送ラジオ
- 4月3日より
  - 『むすび∞イズム』（『むすびラジオ』から改題）[644]

九州朝日放送
- 4月3日（2日深夜）より
  - 『サカイストデンペーの長浜センタービル』（『サカイストデンペーのおやじバンザイ』から改題）[57]
- 9月27日より
  - 『morningパーティー』（『Naru Music』から改題）[645]

アール・エフ・ラジオ日本
- 4月4日（3日深夜）より
  - 『Hello! SATOYAMA&SATOUMI Club 〜Next〜』（『Hello! SATOYAMA&SATOUMI Club』『ハロプロ研修生の只今ラジオ勉強中!!』から改題）[646]

大阪放送
- 4月4日より
  - 『"新しいあなた"の朝に!ハッピープラス』（『"新しいおとな"の朝に!ハッピー・プラス』から改題）[136]

ベイエフエム
- 4月5日から
  - 『ジェネZZ』（『ジェネZ』から改題）[97]

エフエムナックファイブ
- 4月8日（7日深夜）より 
  - 『w.o.d.のパジャマdeラジオ Re:Loaded』（『w.o.d.のパジャマdeラジオ』から改題）[98]

JFN
- 4月4日より
  - 『Happy Our Party!』（『Happy Hour Party!』から改題）[647]

MBSラジオ
- 4月22日（21日深夜）より
  - 『犬さやの遠吠え!やってまーす』（『犬山の遠吠え!やってまーす』から改題）[648]
- 10月2日より
  - 『寺島惇太と徳井青空の小説家になろうnavi-3rd book-』（『寺島惇太と三澤紗千香の小説家になろうnavi-2nd book-』から改題）[649]

アール・エフ・ラジオ日本
- 7月3日より
  - 『「空人凌大のラジオの原因。」』（『「空人和人のラジオの原因。」』から改題）[650]

InterFM897
- 7月4日より
  - 『AMEFURASSHIの大雨注意報!』（『アメフラっシの大雨注意報!』から改題）[651]
- 10月5日（4日深夜）より
  - 『B.O.L.Tの100万ボルト』（『B.O.L.Tの10万ボルト』から改題）[652]

山梨放送
- 9月26日より
  - 『AKB48のささやきラジオ 〜たぶん山梨と石川と福井でしか流れないから!』（『AKB48のささやきラジオ 〜たぶん山梨でしか流れないから!』から改題）[653]

CROSS FM
- 10月6日より
  - 『BAD KNee RADIO』（『松隈ケンタのGO!GO!GO!』から改題）[654]

STVラジオ
- 10月16日より
  - 『サウンドプラントスペシャル』（『STVラジオ サウンドプラント』から改題）[266]

エフエム・ノースウェーブ
- 11月1日より
  - 『NORTH NAVI RADIO』（『GET ON THE FLOOR』から改題）

## 期間限定番組
- 1月3日（2日深夜） - 3月21日（20日深夜）、NACKアフィラジ（エフエムナックファイブ、出演：優希クロエ、葉山カナ（純情のアフィリア）。日曜<土曜深夜> 0:30 - 1:00）[655]
- 1月5日 - 6月22日、E∞Tracks Selection OWVのシャカラカRadio（エフエム大阪、出演：OWV。水曜 19:30 - 20:00）[656]
- 1月12日 - 6月29日、E∞Tracks Selection 原因は自分にある。のげんじぶボイス空間（エフエム大阪、出演：原因は自分にある。。水曜 19:30 - 20:00）[656]
- 3月5日 - 、FREAK live & radio（CROSS FM、出演：栗田善太郎、菖蒲理乃。土曜 19:00 - 19:30）[657]
- 3月6日 - 、Room in the ear 杏沙子のLIFE SHOES（エフエム富士、出演：杏沙子。日曜 18:30 - 18:54）[658]
- 4月2日 - 12月31日、4 your SMILE 〜Once in a lifetime〜（出演：KARASU、千葉ひろみ、北川久仁子、松尾亜希子。土曜 20:00 - 21:00）[68]
- 4月3日 - 、Room in the ear 〜夏川りみのたびぐくる〜（エフエム富士。出演：夏川りみ。日曜 18:30 - 18:54）[659]
- 4月7日 - 、Lien Photogenic Music（広島エフエム放送、出演：KEISUKE。木曜 18:30 - 18:55）[660]
- 5月1日 - 6月26日、BMKのボクたち もっと 輝くねん!（MBSラジオ、出演：BMK。日曜 23:30 - 翌0:00）[661]
- 7月1日 - 、可処分時間猫糞ラジオ《脳盗》（TBSラジオ、出演：TaiTan（Dos Monos）、玉置周啓（MONO NO AWARE）。金曜 17:50 - 18:00）[662]
- 7月1日 - 9月30日、paseo Final Walkers（エフエム北海道、出演：runa、紺野あさ美、稲場愛香（週替わり）。金曜 18:00 - 18:30）[663]
- 7月2日 - 9月24日、AKB48のあきたコレBUZZ!〜最近聞いでけだが?〜（エフエム秋田、出演：浅井七海 ほか。土曜 19:0 - 19:30）[664][665]
- 7月3日 - 12月25日、OF THE RADIO, BY THE RADIO, FOR THE RADIO!（FM802、出演：10-FEET。日曜 20:00 - 21:00）[666]
- 7月6日 - 、E∞Tracks Selection〜ONE N' ONLYのワンエンめっちゃ好きやねん!（エフエム大阪、出演：ONE N' ONLY。隔週水曜 19:30 - 20:00）[667]
- 7月13日 - 、E∞Tracks Selection〜学芸大青春・放送部（エフエム大阪、出演：学芸大青春。隔週水曜 19:30 - 20:00）[667]
- 9月27日 - 2023年3月、ゲッターズ飯田 ラジオで占いまSHOW（ニッポン放送、出演：ゲッターズ飯田、東島衣里。火曜 20:30 - 21:30）[237]
- 9月28日 - 2023年3月、鶴光の噂のゴールデンリクエスト（ニッポン放送、出演：笑福亭鶴光、田中美和子。水・木・金曜 17:30 - 20:30（金曜は20:00まで））[237]
- 10月7日 - 11月4日、ひょうごe-県民 presents あいみょんのPM5:00〜夢見たクジラのお腹の中で〜（兵庫エフエム放送、出演：あいみょん。金曜 17:00 - 17:10）[668]
- 11月6日 - 、吉本新喜劇アキのラジオ新喜劇（C）吉本興業（東海ラジオ、出演：源石和輝、アキ。日曜 20:30 - 21:00）[669]
- 11月11日 - 、yama Versus the?（兵庫エフエム放送、出演：yama。金曜 17:00 - 17:10）[670]
- 10月7日 - 12月30日、THE MUSIC OF NOTE BUCK-TICK 櫻井敦司とくるみちゃんの部屋（FM COCOLO、出演：櫻井敦司（BUCK-TICK)。金曜 21:00 - 22:00）[671]

## 特別番組

### 1月
- 1日 - 栗林良吏の謙虚にでっかく初夢トーク（中国放送、10:00 - 11:00〔再放送：1月2日18:00 - 19:00〕。出演：栗林良吏〔広島東洋カープ〕、坂上俊次。）[672]
- 2日（1日深夜） - 奈緒のオールナイトニッポン（ニッポン放送、1:00 - 3:00。出演：奈緒。）
- 4日（3日深夜） - 松下洸平のオールナイトニッポン（ニッポン放送、1:00 - 3:00。出演：松下洸平。）
- 24日（23日深夜） - 鉛筆特番〜桜咲け!全員合わせて5浪3留の文化放送社員が入学試験問題をガチで解いて、受験生の代わりにいっぱい間違えておきますSP〜（文化放送、2:30 - 3:30。）
- 24日 - 清水ミチコと垣花正 MANE&MELODY（ニッポン放送、18:00 - 20:00。出演：清水ミチコ、垣花正。）
- 25日 - 足寄のスーパースター 松山千春 〜45年の時代をこえて〜（STVラジオ、21:00 - 22:00。出演：松山千春、喜瀬ひろし。）[673]
- 30日 - 上沼恵美子 わたしのplay list（ニッポン放送、17:30 - 19:00。出演：上沼恵美子。）

### 3月
- 8日 - ファーストSTEP in 国際女性デー（ニッポン放送、17:30 - 21:00・22:00 - 翌0:00。出演：ファーストサマーウイカ他。）
- 9日 - 三浦知良のオールナイトニッポンPremium（ニッポン放送、19:00 - 21:00。出演：三浦知良。）[674]
- 21日 - STVラジオ開局60周年特別番組「春のときめき感謝祭!」（STVラジオ、12:00 - 16:00。出演：喜瀬ひろし、工藤じゅんき、木村洋二、内山よしこ。）[675]
- 22日 - 「SING/シング: ネクストステージ」RADIO It's Show Time!（ニッポン放送、19:00 - 20:30。出演：斎藤司（トレンディエンジェル）、アイナ・ジ・エンド（BiSH）、内村光良、大橋卓弥（スキマスイッチ）、akane、田中真弓、木村昴、大地真央。）
- 26日 - 週末ナチュラリスト 朝ナマ! 特別番組 ラジオパーソナリティ 一文字弥太郎 言ノ葉シンフォニー（中国放送、7:00 - 10:55。出演：岡佳奈。）[52]
- 27日 - 西郷輝彦さん追悼番組〜星は輝く（南日本放送、20:00 - 20:50。出演：城光寺剛。）
- 31日 - 開局70周年 もっと一緒に!文化放送リスナー大感謝スペシャル「きっかけはラジオ」（文化放送、22:00 - 4月3日 20:00。出演：いとうあさこ、田村淳（ロンドンブーツ1号2号）、村上信五（関ジャニ∞）他。）[676]

### 4月
- 1日 - FM徳島開局30周年特別番組 ＃全力らじお（エフエム徳島、13:00 - 18:55。）[677]
- 3日 - ウイークエンドバラエティ 日高晤郎ショー フォーエバー2022（STVラジオ、12:00 - 17:00。出演：吉川のりお。）[678]
- 18日（17日深夜） - ミックスジュース特番 〜ミックスのプロである一流DJが本気でミックスジュースを作ってみましたSP〜（文化放送、1:30 - 2:30。）
- 22日 - 長渕剛のオールナイトニッポンGOLD（ニッポン放送、22:00 - 翌0:00。出演：長渕剛。）

### 5月
- 3日
  - 母の詩2022〜母の日によせて〜（文化放送、11:00 - 12:00。出演：野村邦丸、水谷加奈、hitomi。）
  - ホリデースペシャル 南野陽子 今日はナンノ日っ!2022（ニッポン放送、13:00 - 15:00。出演：南野陽子、宇津木妙子、クリス松村。）
- 5日 - こどもの日スペシャル あなたにむけて、よみきかせ（ニッポン放送、11:00 - 12:00。出演：森田望智。）
- 15日 - 復帰50周年特別番組 ライセンス アメリカと日本のはざまで（エフエム沖縄、21:00 - 21:55。出演：大城勝太、古波藏契、伊芸梓他。）[679]

### 6月
- 13日（12日深夜）
  - 観月ありさ 不思議の国のありさ Ali30（ニッポン放送、1:30 - 3:00。出演：観月ありさ、沖聡次郎（Novelbright）。）
  - 素振り特番〜夏の大会前の追い込みのために夜な夜な居残りで素振りに集まる様子が気になる件〜（文化放送、1:30 - 2:30。）
- 13日 - 佐久間宣行の東京ドリームエンターテインメント（ニッポン放送、20:00 - 21:50。出演：佐久間宣行、東野幸治、黒沢かずこ（森三中）、花澤香菜。）
- 21日 - 山下達郎のオールナイトニッポンGOLD（ニッポン放送、22:00 - 翌0:00。出演：山下達郎。）[680]

### 7月
- 29日 - 麦わらの一味のオールナイトニッポンGOLD〜『ONE PIECE FILM RED』SP〜（ニッポン放送、22:00 - 翌0:00。出演：荘口彰久、田中真弓、中井和哉、岡村明美、山口勝平、平田広明、大谷育江、矢尾一樹、チョー、宝亀克寿。）[681][682]

### 8月
- 25日 - 加山雄三のオールナイトニッポンGOLD（ニッポン放送、22:00 - 翌0:00。出演：加山雄三、垣花正、佐々木彩夏（ももいろクローバーZ）。）
- 29日（28日深夜） - プール掃除特番〜知る人ぞ知る「例のプール」に感謝を込めて掃除する音をお届けしますSP〜（文化放送、2:00 - 2:45。）

### 9月
- 23日
  - 日本のスタンダードソングをつくった男〜いずみたくの世界〜（文化放送、8:00 - 10:55。出演：泉麻人、濱田髙志、鈴木純子、今陽子、ラブリーサマーちゃん他。）[683]
  - オールナイトニッポンGOLD〜SDGsスペシャル 未来のためにみんなでヒュイゴー（here we go）〜（ニッポン放送、22:00 - 翌0:00。出演：EXIT他。）
- 27日 - ニッポン放送報道特別番組「安倍晋三元総理大臣 国葬儀中継」（ニッポン放送、13:00 - 15:30。出演：森田耕次、須田慎一郎他。）[684]

### 10月
- 1日 - RCC開局70年特別番組 広島大家族ラジオ〜全員集合スペシャル〜（中国放送、7:00 - 23:00。）[685]
- 3日（2日深夜） - 1967年10月2日 オールナイトニッポンが生まれた日（ニッポン放送、1:00 - 3:00。出演：斉藤安弘。）[686]
- 17日（16日深夜） - 水上置換法特番〜懐かしの化学実験によって得られる「純粋な」泡の音が気になる件〜（文化放送、2:00 - 2:45。）
- 17日 - あれから10年〜 帰ってきた小倉智昭のラジオサーキット（ニッポン放送、19:00 - 21:50。出演：小倉智昭、増山さやか、飯田浩司。）
- 20日 - 清水ミチコのミッチャン・インポッシブル2022 ユーミン、明菜にしんちゃん、E.T. これまでもこれからも WE LOVEアニバーサリー大作戦（ニッポン放送、20:00 - 21:50。出演：清水ミチコ、飯田浩司。）
- 29日 - プチ鹿島と櫻井和明のどこまでもプロ野球愛2022反省会（山梨放送、18:30 - 20:00。出演：プチ鹿島、櫻井和明。）[687]

### 11月
- 3日 - FMフェスティバル2022 〜原由子のGood Times Radio〜ときどき(!?) 何処かで桑田佳祐（エフエム東京、14:00 - 17:00。出演：原由子、桑田佳祐他。）[688]
- 4日 - 相羽あいなの大こ〜かいRaDiO ブシロード15周年スペシャル（TBSラジオ、20:00 - 21:00。出演：相羽あいな、橘田いずみ、タイチ、KAIRI。）
- 11日 - 森光子没後10周年スペシャル〜紡ぐ想い、繋ぐ愛〜（ニッポン放送、20:00 - 21:00。出演：上柳昌彦、井上芳雄。）[689]
- 17日 - オールナイトニッポンGOLD『ポケットモンスター スカーレット・バイオレット』SP（ニッポン放送、22:00 - 翌0:00。出演：松丸亮吾、中川翔子、森田ひかる（櫻坂46）、山本博（ロバート）他。）

### 12月
- 19日（18日深夜） - 正規分布特番〜釘を打った板にビー玉を転がしたらなんかいい感じにビー玉が並ぶかもSP〜（文化放送、2:00 - 2:45。）
- 23日 
  - 渡辺徹追悼特別番組 ありがとう、徹さん!（文化放送、19:00 - 20:00。出演：山田邦子、渡辺裕太、野村邦丸。）[690]
  - 水木一郎 不滅のヒーローソングス（文化放送、20:00 - 20:30。出演：鈴村健一。）[691]
- 27日 - さようなら六代目三遊亭円楽（TBSラジオ、22:00 - 23:00。出演：伊集院光他。）[692]
- 28日 - 映画「Dr.コトー診療所」公開記念「Dr.コトーラジオ」（ニッポン放送、16:00 - 17:30。出演：筧利夫、吉岡秀隆、髙橋海人（King & Prince）、柴咲コウ、生田絵梨花、泉谷しげる、小林薫他。）
- 30日
  - 欽ちゃんのドーンと50年!（ニッポン放送、11:00 - 12:00。出演：萩本欽一、垣花正。）
  - 笑いは不屈!座布団10枚の落語人生（文化放送、19:00 - 20:00。出演：林家たい平。）[693]

### 1年間で複数回放送された特番
- 1月2日（1）、5月5日（2）[注 4]
  - 欽ちゃんとオードリー若林のキンワカ60分!（ニッポン放送[注 5]。出演：萩本欽一、若林正恭（オードリー）。）
- 1月3日、9月4日
  - 令和に復活!コサキンDEワァオ!です、ワァオ!（TBSラジオ[注 6]。出演：関根勤、小堺一機。）
- 1月10日、3月21日、5月5日、7月18日、9月23日、11月23日
  - キユーピー・メロディホリデー（文化放送、11:00 - 12:54。出演：鈴木純子。）[694]
- 1月30日[注 7]、6月19日[注 8]、8月29日[注 9]、12月19日[注 10]
  - 明石家さんま オールニッポン お願い!リクエスト（ニッポン放送[注 11]。出演：明石家さんま、増山さやか。）

### 主なレギュラー番組のスペシャル版
- 7月21日 - Youたちデビューして25年もたっちゃったの!?〜KinKi Kids どんなもんヤ!3時間生放送スペシャル〜（文化放送、22:00 - 翌1:00。出演：KinKi Kids。）[695]
- 8月30日 - 平成ラヂオバラエティごぜん様さま 5000回記念(超)感謝祭（中国放送、9:00 - 14:30。出演：横山雄二他。）
- 12月20日 - 氷川きよし 22年の感謝を込めて 限界突破RADIO（文化放送、19:00 - 21:00。出演：氷川きよし、山田弥希寿、寺島尚正。）[696]
- 12月25日 - 三宅裕司 夜もサンデーヒットパラダイス（ニッポン放送、17:30 - 21:30。出演：三宅裕司、江口ともみ。）

### 第26回参議院議員通常選挙
放送日は第26回参議院議員通常選挙の執行日である2022年7月10日を基準とする。
- TBSラジオ/JRN
  - JRN・TBSラジオ報道特別番組「開票ライブ!参院選2022」
    - 第一部 多様な声を政治に直接届ける選挙特番（20:00 - 翌1:00[注 12]。総合司会：荻上チキ、日比麻音子 / 出演：武田砂鉄、安田菜津紀、能條桃子、蓮見孝之、南部広美、澤田大樹、崎山敏也、楠葉絵美、加藤奈央他）
    - 第二部 〜朝まで選挙情報を随時速報〜（翌1:00 - 4:00[注 13]）
- 文化放送
  - 参議院選挙開票スペシャル〜改選124議席の行方（20:00 - 翌0:00[注 14]。出演：長野智子、荻原博子他）
- ニッポン放送
  - 参議院選挙開票速報! どうする?どうなる?日本の未来（19:58 - 翌1:30[注 15]。出演：＜Part1＞19:58 - 22:30　アンカーマン：飯田浩司 アシスタント:新行市佳 コメンテーター:須田慎一郎、飯田泰之、辛坊治郎、宮崎哲弥 開票センター:森田耕次 / ＜Part2＞22:30 - 翌1:30　アンカーマン：飯田、森田 アシスタント：新行[注 16]コメンテーター：乾正人（産経新聞論説委員長） 開票センター：遠藤竜也[注 17] / インタビューゲスト：鈴木福（24:30以降の事前インタビュー）
- TOKYO FM/JFN
  - 2022年参議院選挙 JFN特別番組〜令和の選択（第1部「開票速報スペシャル」：20:00 - 20:30[注 18]、第2部：22:30 - 23:00[注 19]、第3部：23:00 - 23:30[注 20]。出演：鈴木琢磨、村田睦 / 第1部速報キャスター：大橋俊夫、鈴木晶久）
- 朝日放送ラジオ
  - ウラのウラまで選挙です（翌0:00 - 1:00。浦川泰幸）
- MBSラジオ
  - 厳選!選挙ジャーナル（21:00 - 翌0:00。出演：西靖、山田惠資（時事通信社 解説委員）、西村麻子、金山泉、前田春香）
- IBCラジオ
  - 開票ライブ!いわて参院選2022（19:55 - 翌0:30。出演：齋藤俊明、江幡平三郎、弦間彩華、大崎真士） - 20:30 - 22:00と22:30以降はJRN特番
- 山形放送
  - 決戦〜2022参院選YBC ラジオ開票速報〜（19:55 - 翌0:00。メインキャスター：山本浩一・牛島可南子） - 全国区の情勢は適宜JRN挿入
- ラジオ福島
  - 報道特別番組 参議院議員選挙開票速報2022ふくしま（20:00 - 翌1:00） - 20:44以降はJRN特番をネット
- 茨城放送
  - 週刊ニュースポ特別編集号「参議院選挙開票スペシャル2022」（20:00 - 22:00）
- 栃木放送
  - 2022参院選挙特番（19:55 - 23:00）
- 新潟放送
  - なんぐ・しおこの開票天国（19:59 - 23:50。進行：高橋なんぐ、大塩綾子 / 解説：吉井秀之 / 中継リポーター：水島知子、中静祐介）
- CBCラジオ
  - ニュースマン拡大スペシャル 石塚元章のTHE参院選2022（20:00 - 21:00。進行：石塚元章）
- ラジオ関西
  - 日本の行く末は 〜参議院選挙 開票特別番組〜（19:59 - 21:00）
- KBS京都 / KBS滋賀
  - KBS京都報道特別番組 参議院議員選挙開票速報2022（＜Part1＞20:00 - 20:30　＜Part2＞22:00 - 翌0:00。出演：関根英爾(解説)、森谷威夫、高田洋子）
- 和歌山放送
  - 参議院議員選挙開票速報（19:59 - 21:30）
- 山陰放送
  - ラジオcampus〜選挙の日に山陰のミライを考えてみよう 話してみよう〜（20:00 - 21:00。ナヴィゲーター：中島早也佳 / 山陰の大学生）
- 南海放送
  - 開票ライブ!参院選2022 えひめ（20:00 - 21:30。出演：江刺伯洋、中武正和） - 全国区の情勢は適宜JRN挿入
- RKBラジオ
  - RKBラジオ報道特別番組「参院選 ライブ!」〜2022福岡・佐賀 夏の陣〜（19:55 - 21:00。）
- KBCラジオ
  - 福岡・佐賀 参院選ライブスタジアム（19:55 - 21:30。出演：奥田智子、沖繁義、臼井賢一郎（KBC解説委員長）、早川裕章（KBC解説委員））

このほか、青森放送、東海ラジオ放送、静岡放送、岐阜放送ラジオ、エフエムナックファイブやJFN系列各局において5分 - 30分の速報番組、特別番組を編成。